# Salticidae
Famille
Synonymes
- Attidae Sundewall, 1833
- Lyssomanidae Blackwall, 1877

Les Salticidae sont une famille d'araignées aranéomorphes. Elles sont communément appelées araignées sauteuses, salticides ou saltiques.
Il s'agit de la famille d’araignées la plus diversifiée, contenant plus de 680 genres et 6 800 espèces décrites.
Les Salticidae possèdent une des meilleures visions parmi les arthropodes. Elles sont capables de réaliser d'importants sauts, notamment pour chasser, mais aussi en réponse à une menace. On les reconnaît généralement par le motif de leurs yeux.

## Distribution

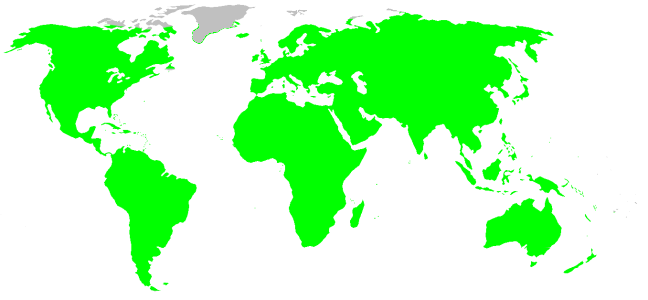
Distribution

Les espèces de cette famille se rencontrent sur tous les continents sauf aux pôles.
Il existe aussi quelques espèces (dont Diplocanthopoda marina) qui vivent sous la mer à marée haute.
Latitudinalement, des spécimens ont été observés de Tuktoyaktuk (Sittisax ranieri) au nord aux îles Campbell (Clynotis barresi) au sud.
Altitudinalement, on en trouve des bords de la Mer Morte (Plexippus clemens par exemple) à 6 700m d'altitude (Euophrys omnisuperstes).

## Description

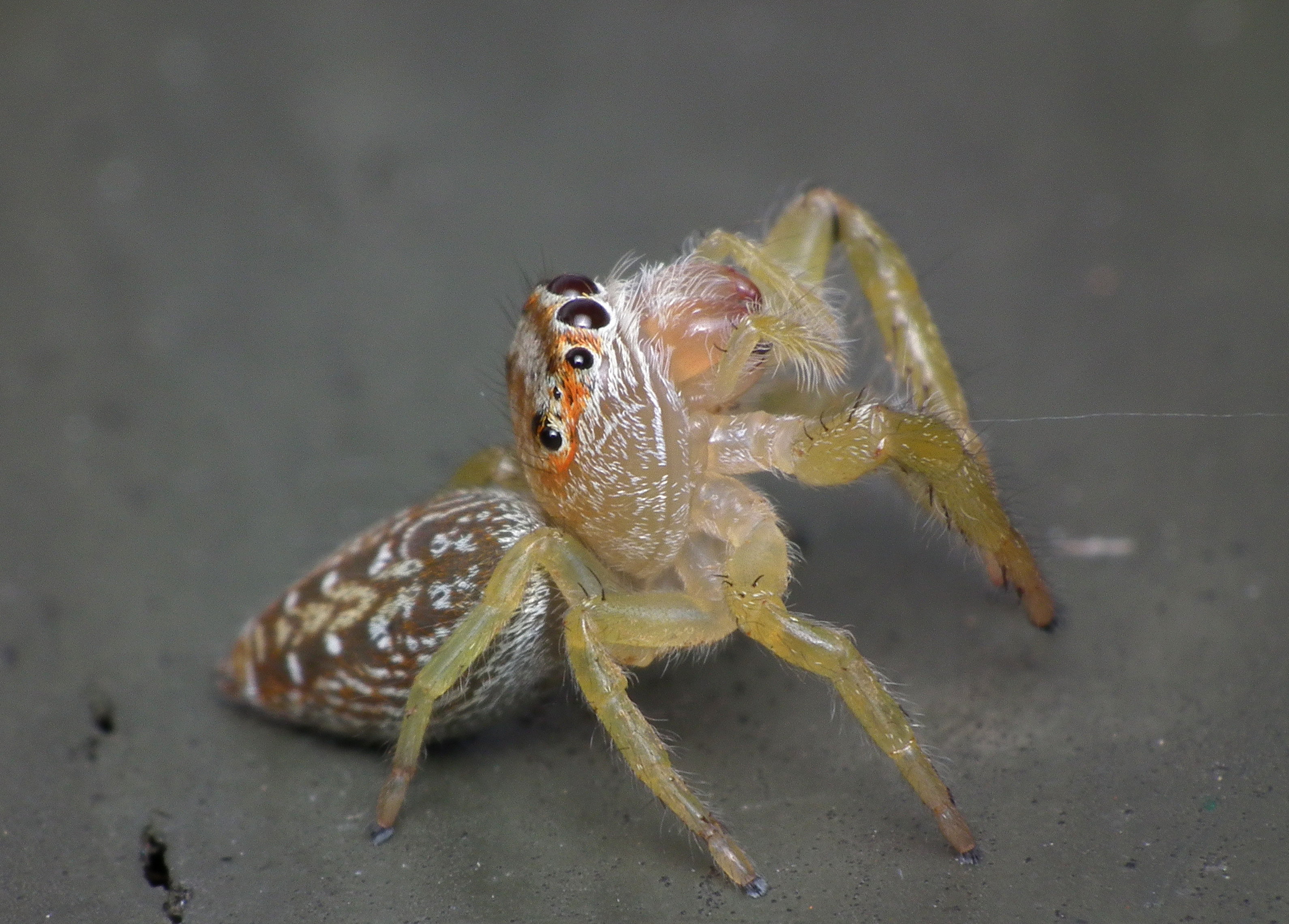
Une Salticidae. On distingue trois des yeux antérieurs et l'œil latéral postérieur de droite (cliquez pour voir aussi 1 œil médian postérieur).

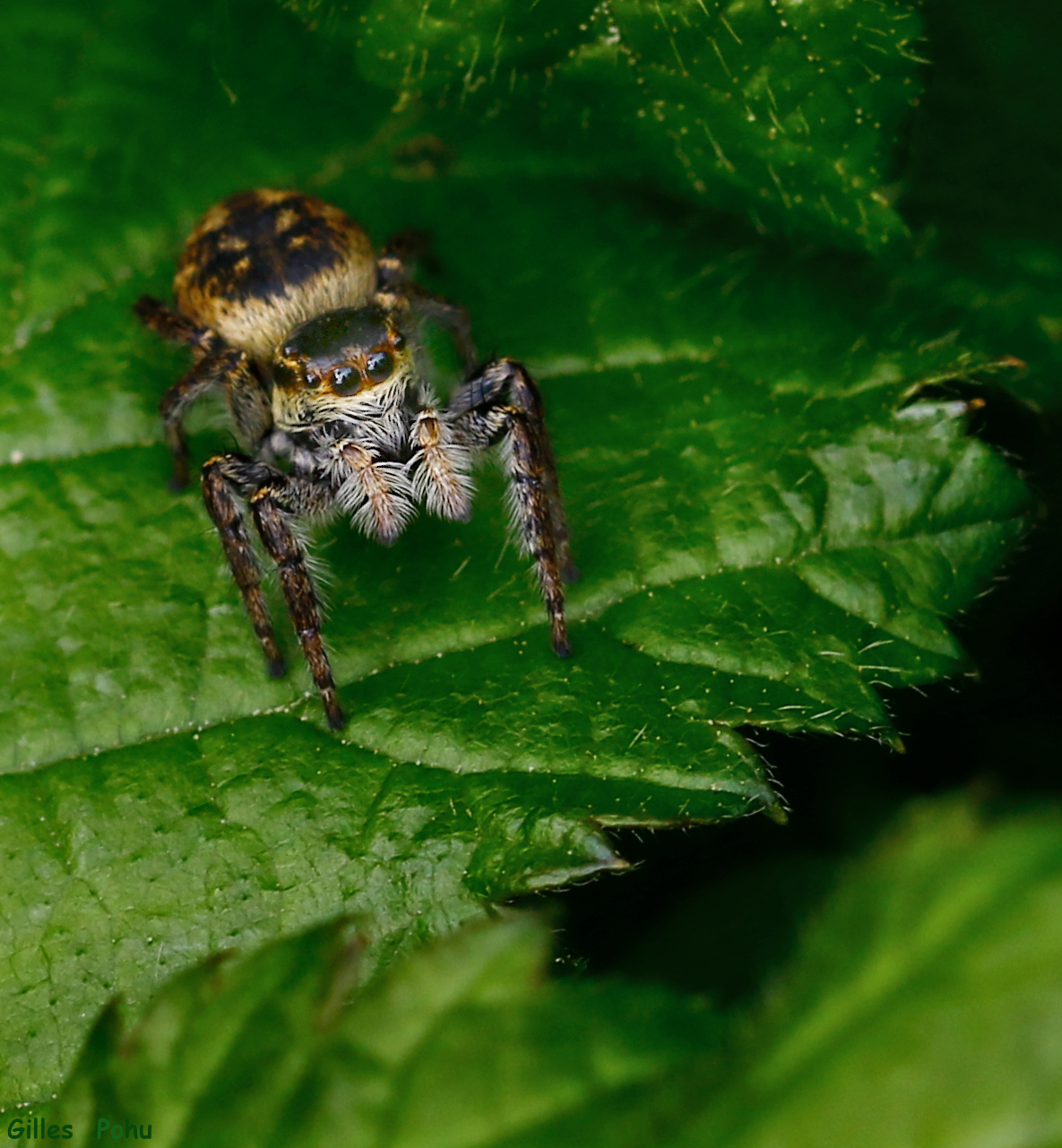

Ce sont des araignées diurnes, plutôt de petite taille. La longueur de leur corps varie entre 1 et 25 mm,. Les pattes sont en général courtes et fortes, les antérieures parfois renflées. Les yeux sont adaptés à la chasse à vue et sont au nombre de huit.
Quatre yeux, parfois mobiles, sont situés à l'avant du céphalothorax : deux médians antérieurs et deux latéraux antérieurs. Les yeux médians antérieurs sont très mobiles, l'araignée pouvant suivre une proie du regard. Ces yeux d'une très grande acuité visuelle lui permettent de voir un mouvement ou un partenaire sexuel, donnent une vision binoculaire précise (pour sauter avec précision par exemple), ainsi qu'une vision des couleurs. Les yeux latéraux antérieurs sont plus petits, immobiles, avec un pouvoir séparateur bien plus faible. Ils permettent une vision binoculaire vers l'avant et monoculaire sur les côtés.
Quatre autres yeux sont situés vers l'arrière : les yeux médians postérieurs sont très petits, peut-être vestigiaux. Les yeux latéraux postérieurs, à peu près de la même taille que les latéraux antérieurs, permettent une vision très large sur les côtés et l'arrière, avec une petite vision binoculaire arrière. Les Salticidae ont donc un champ de vision à 360°.
En général, les Salticidae possèdent un corps trapu sur de courtes pattes et sont reconnaissables par leur déplacement rapide et saccadé.

### Mimétisme
Certaines espèces ressemblent à des fourmis. Chez le genre Myrmarachne, par exemple, la partie frontale du céphalothorax est relevée et plus foncée, ce qui donne l’impression qu’il est divisé en deux parties (tête et thorax) comme chez les insectes qu’elles imitent. La liaison entre le céphalothorax et l’abdomen est fine, ce qui achève de donner l’impression que le corps est en trois parties. Les mandibules peuvent être imitées par de longues chélicères chez les mâles ou d’épais pédipalpes pour les femelles. Lors du déplacement, la paire de pattes antérieures est levée, ce qui simule une paire d’antennes. D’autres genres, comme les Leptorchestes ou les Synageles, ressemblent aussi à des fourmis; on dit que ces araignées sont myrmécomorphes.

## Éthologie

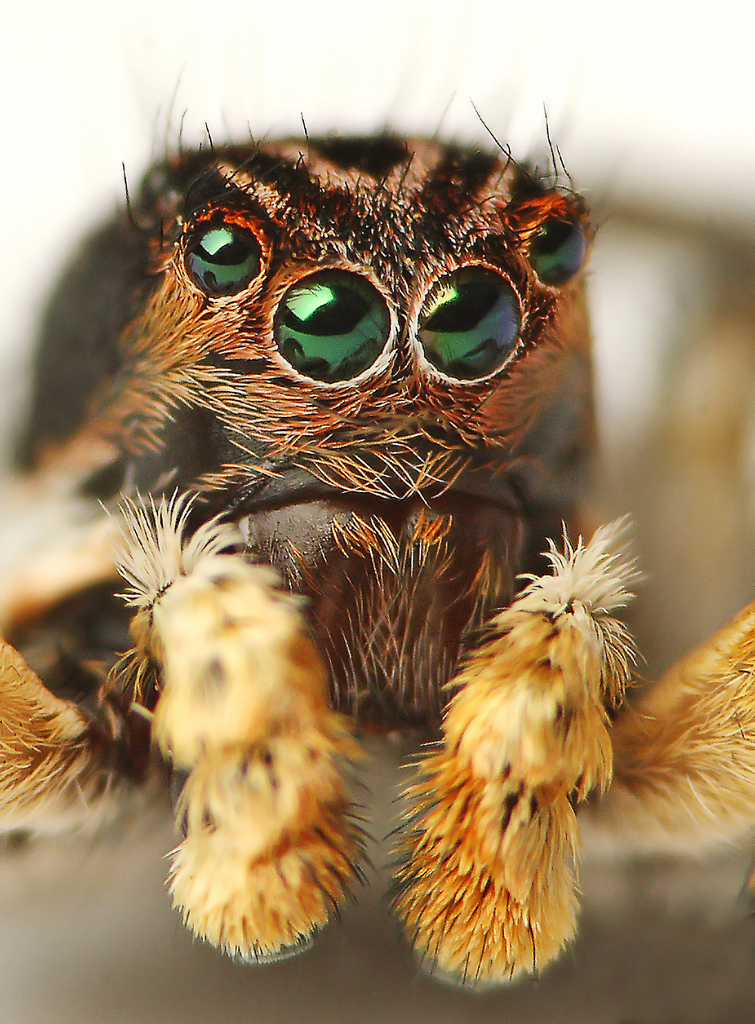
Aelurillus v-insignitus

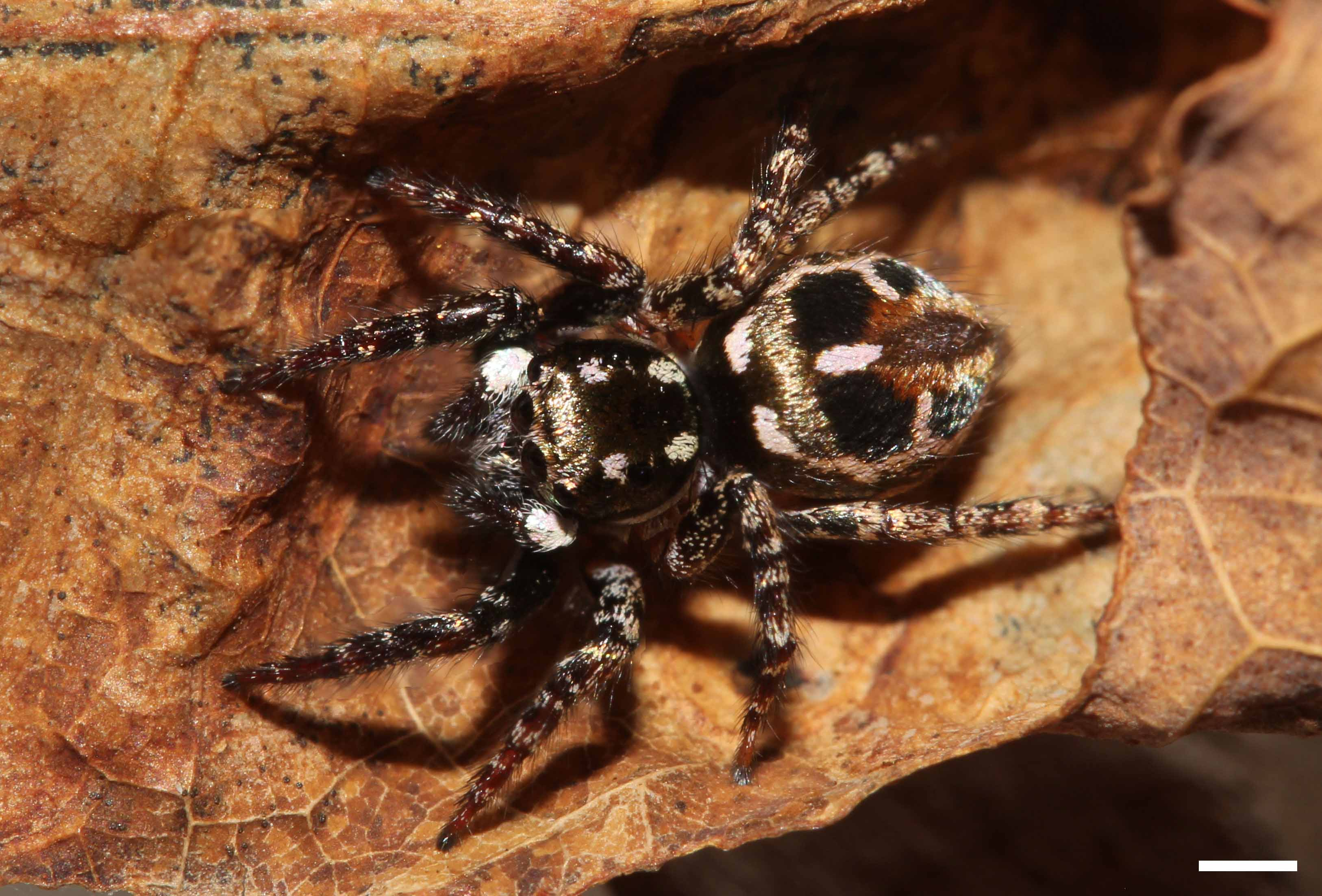
Anasaitis canosa

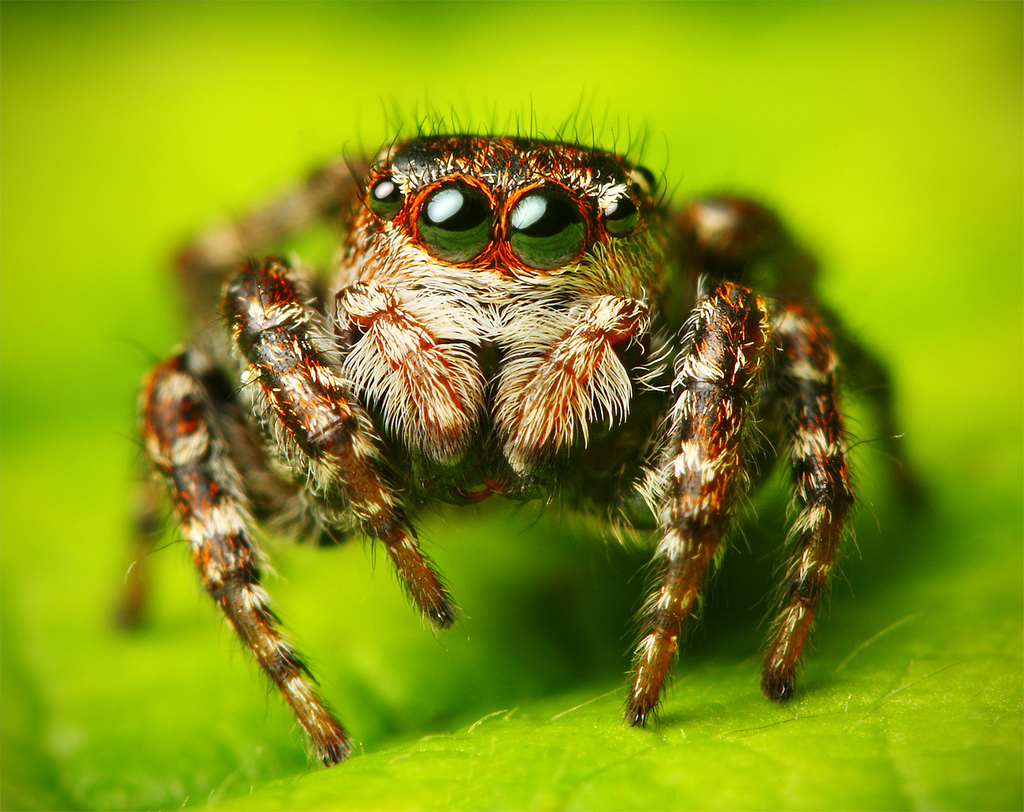
Attulus floricola

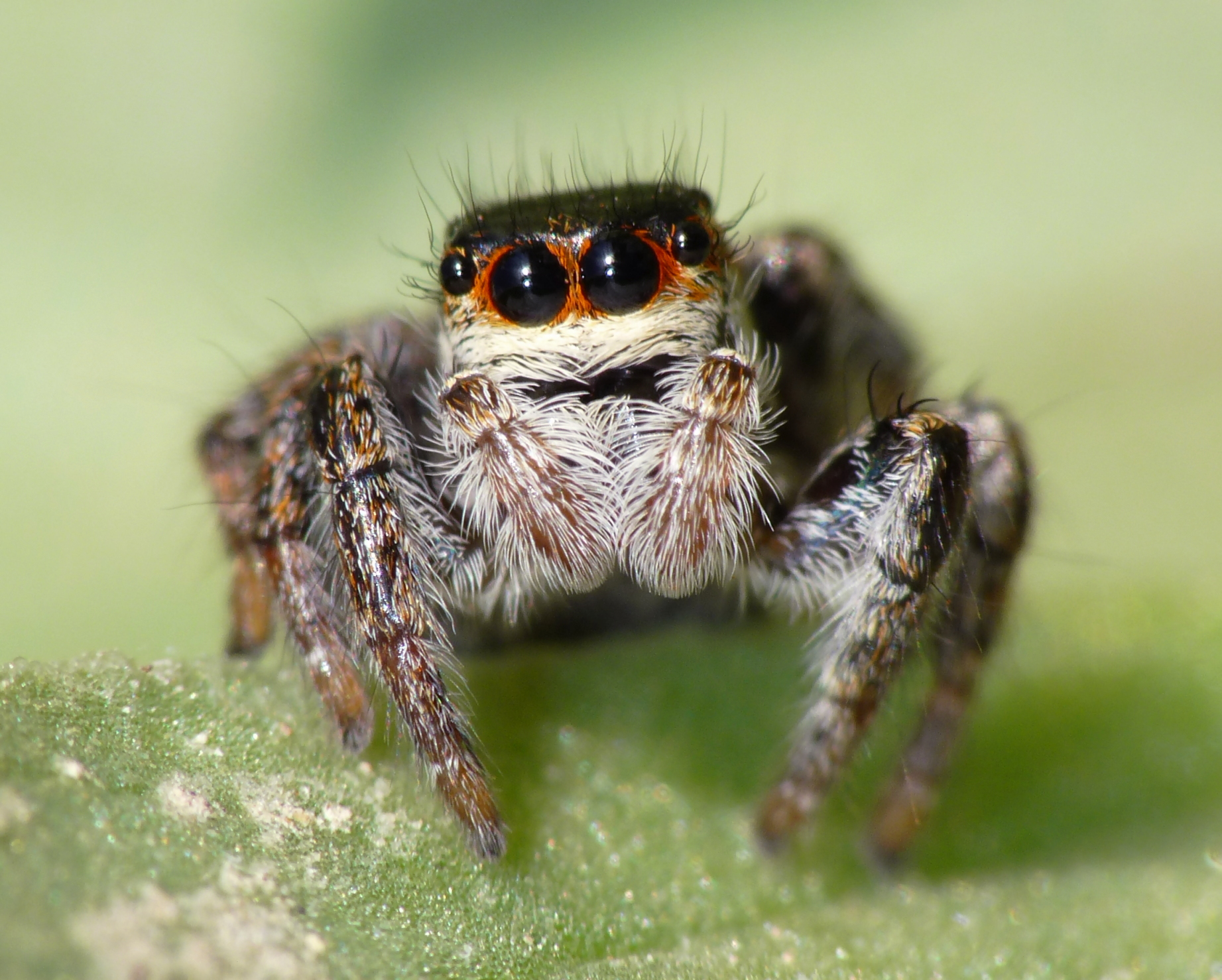
Carrhotus xanthogramma

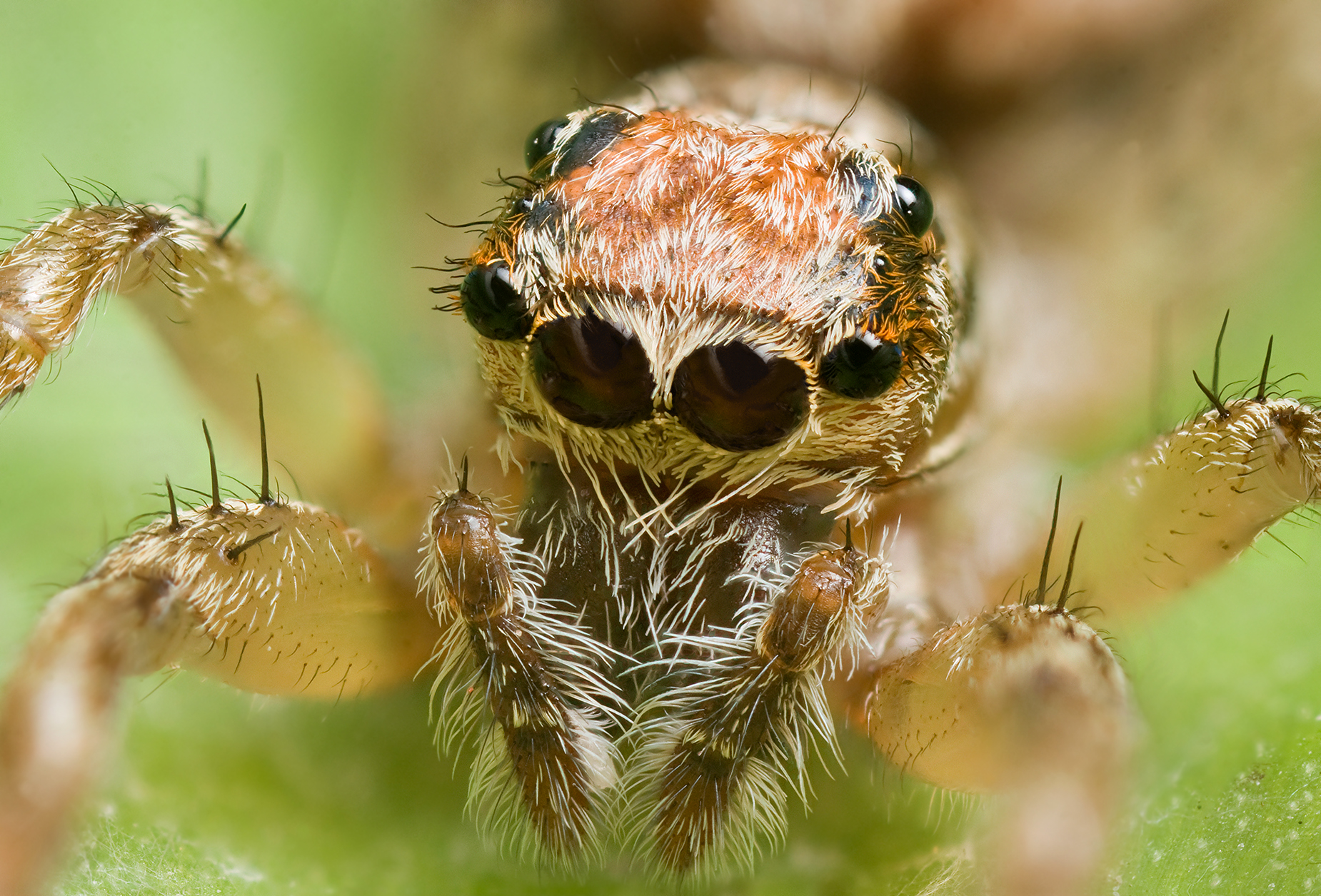
Clynotis severus

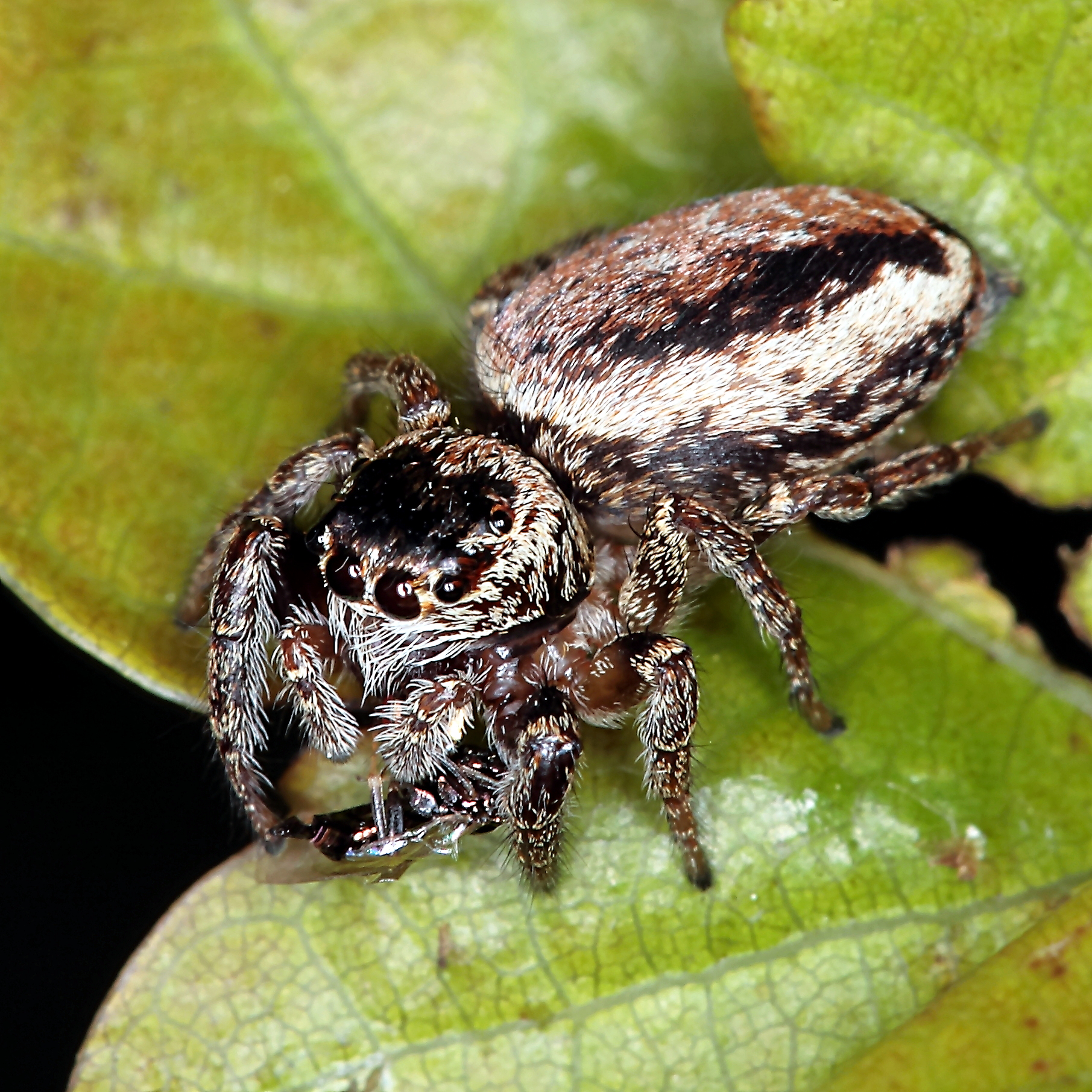
Dendryphantes rudis

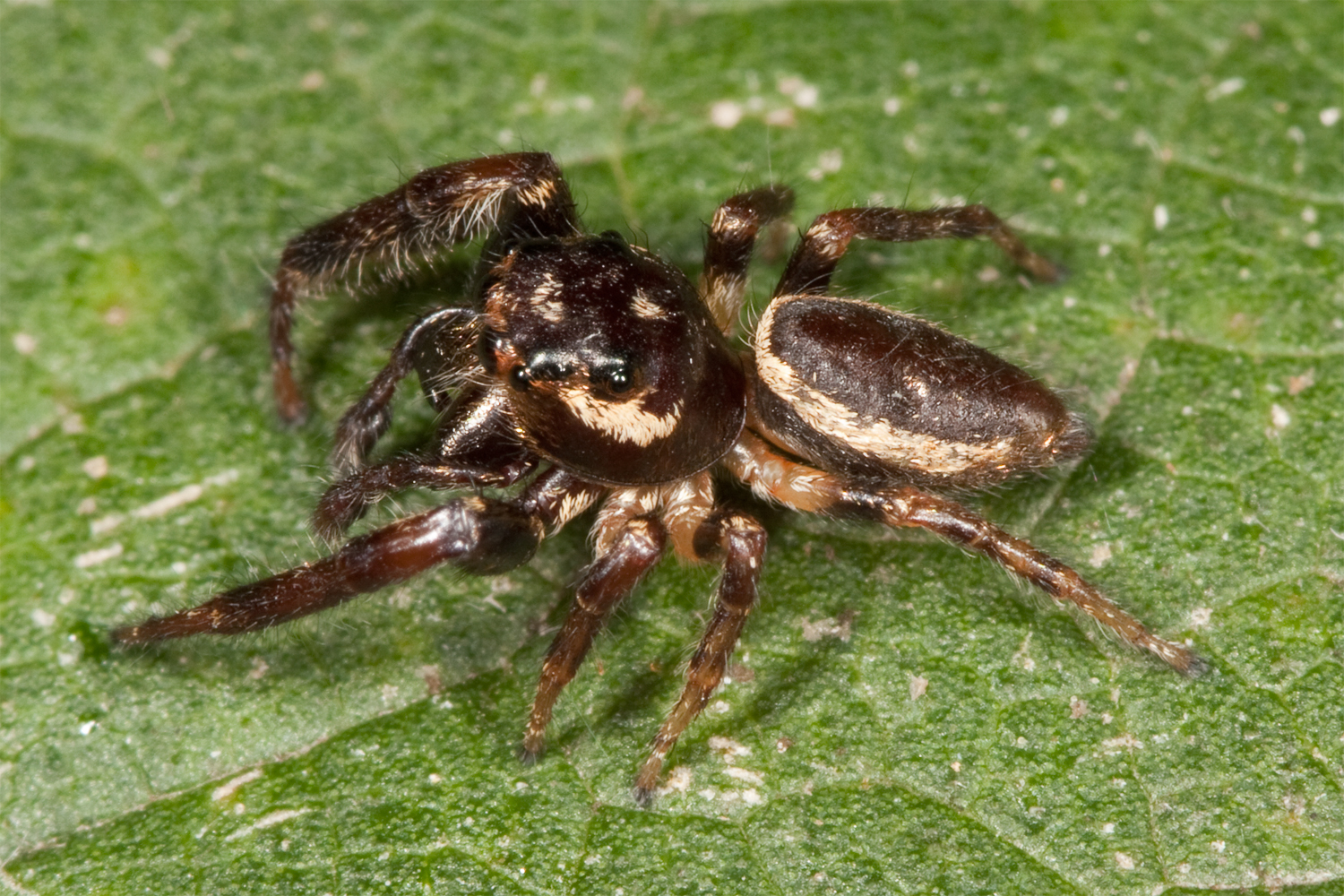
Eris militaris

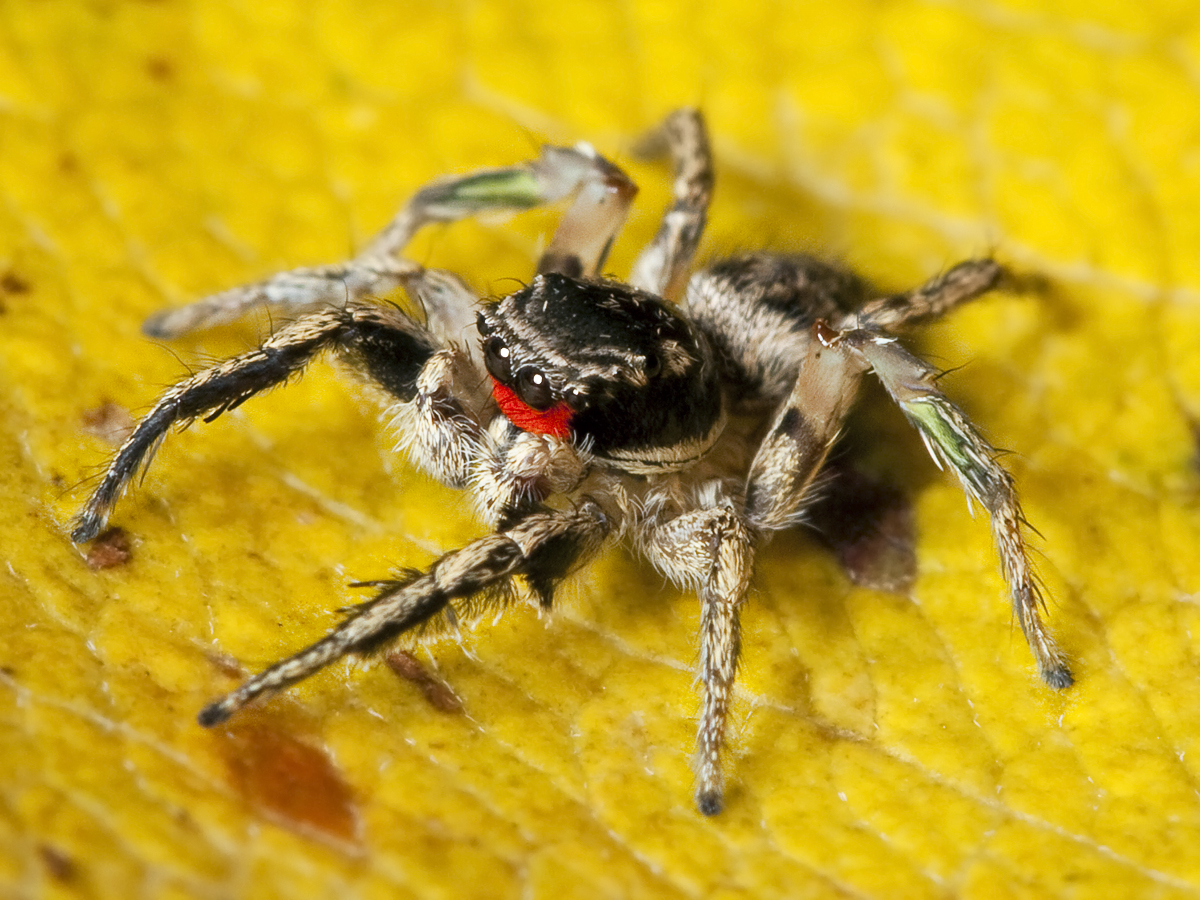
Habronattus coecatus

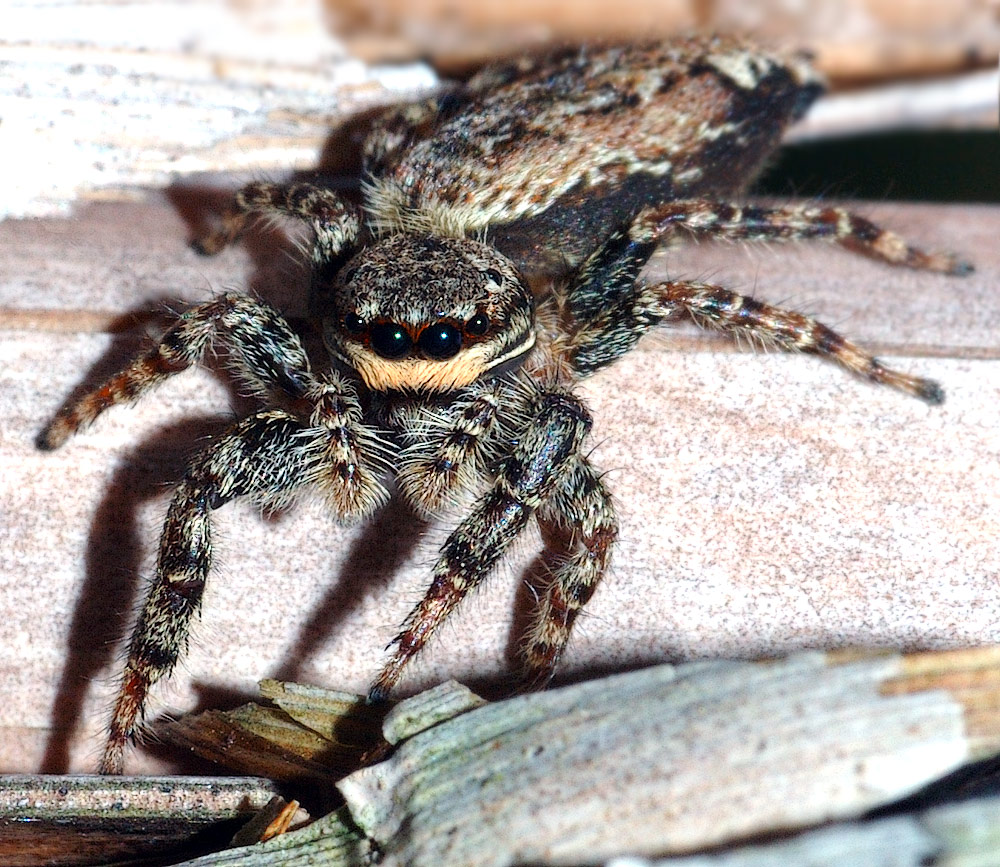
Marpissa muscosa

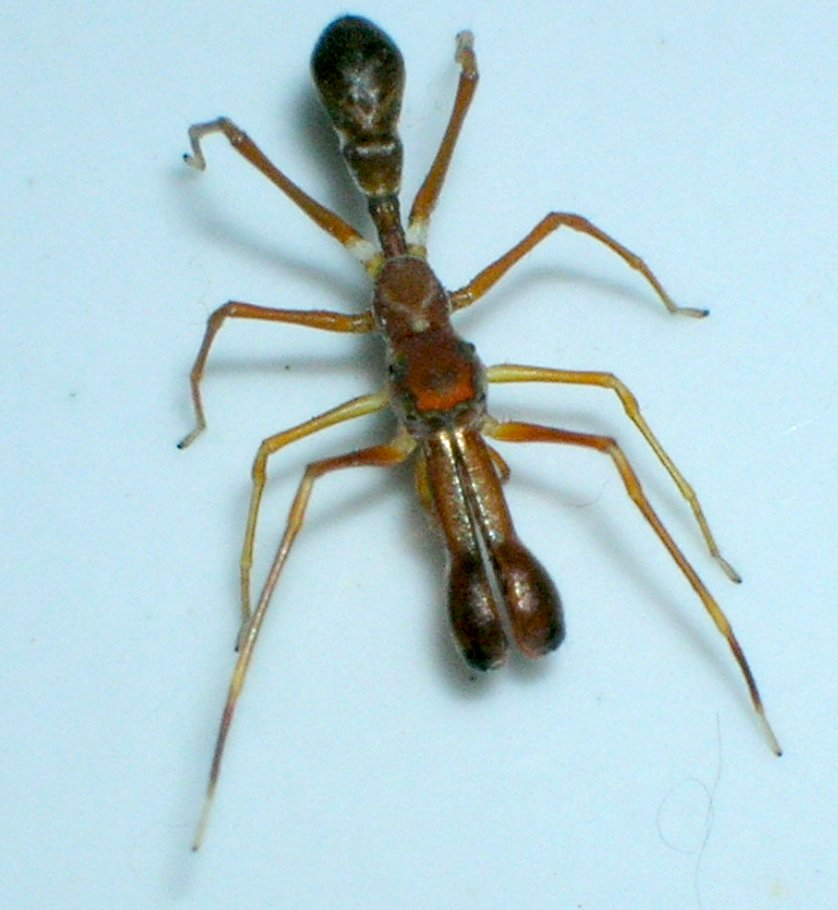
Myrmaplata plataleoides

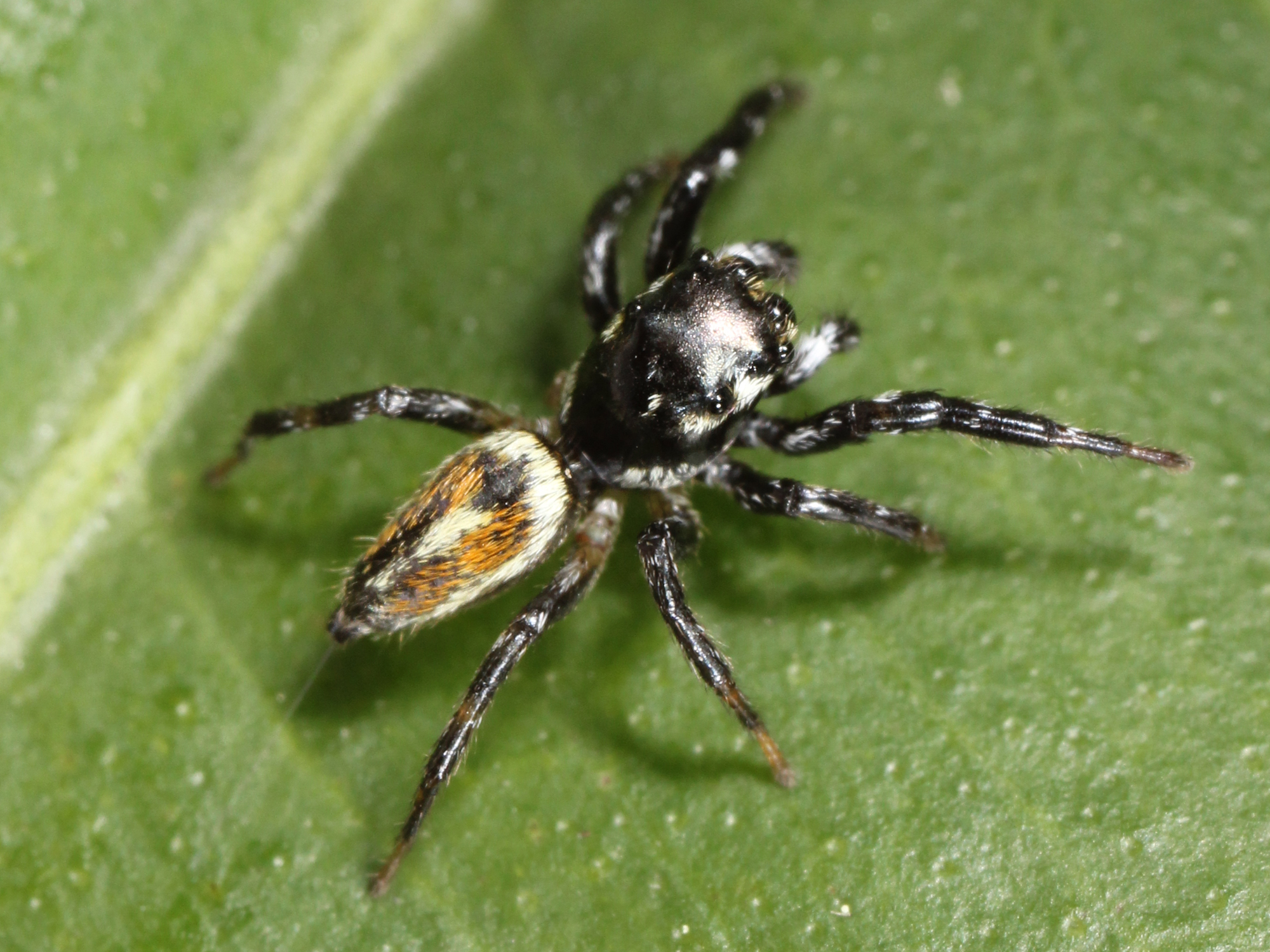
Pachomius

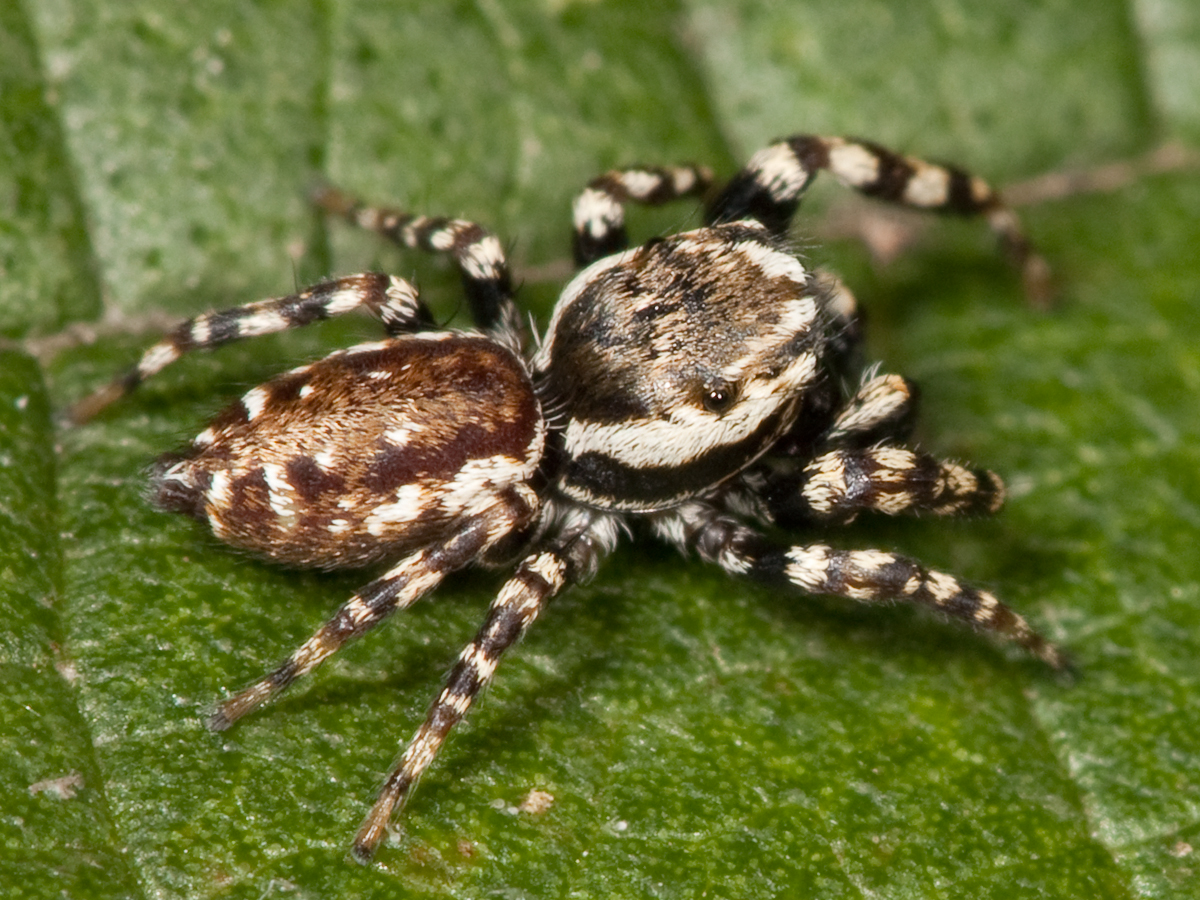
Pelegrina galathea

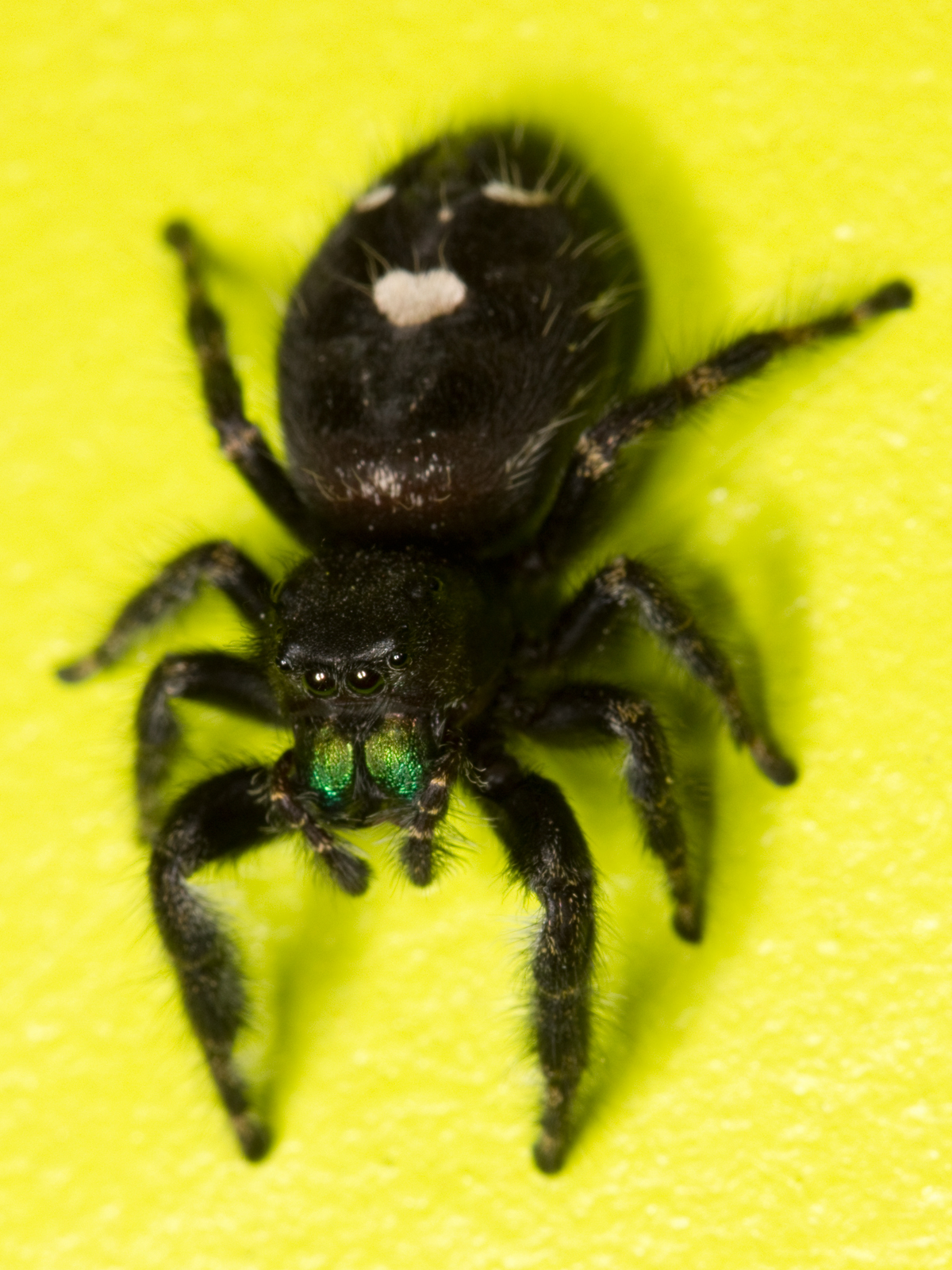
Phidippus audax

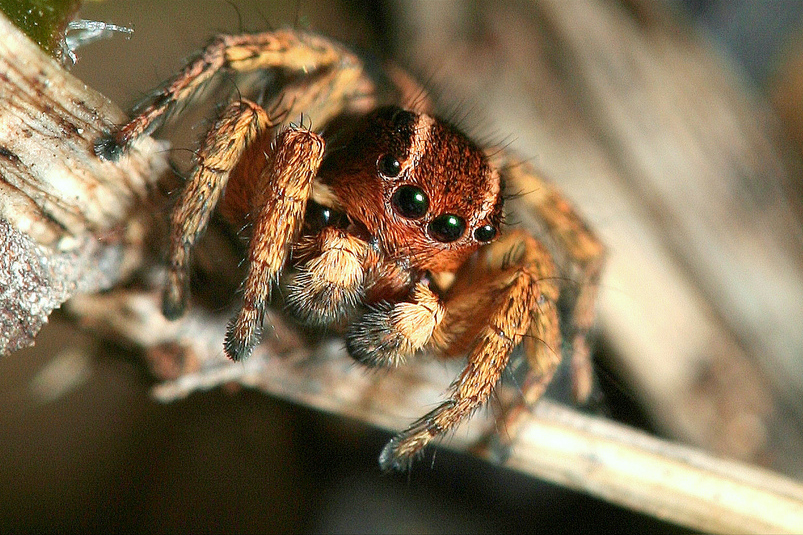
Phlegra fasciata

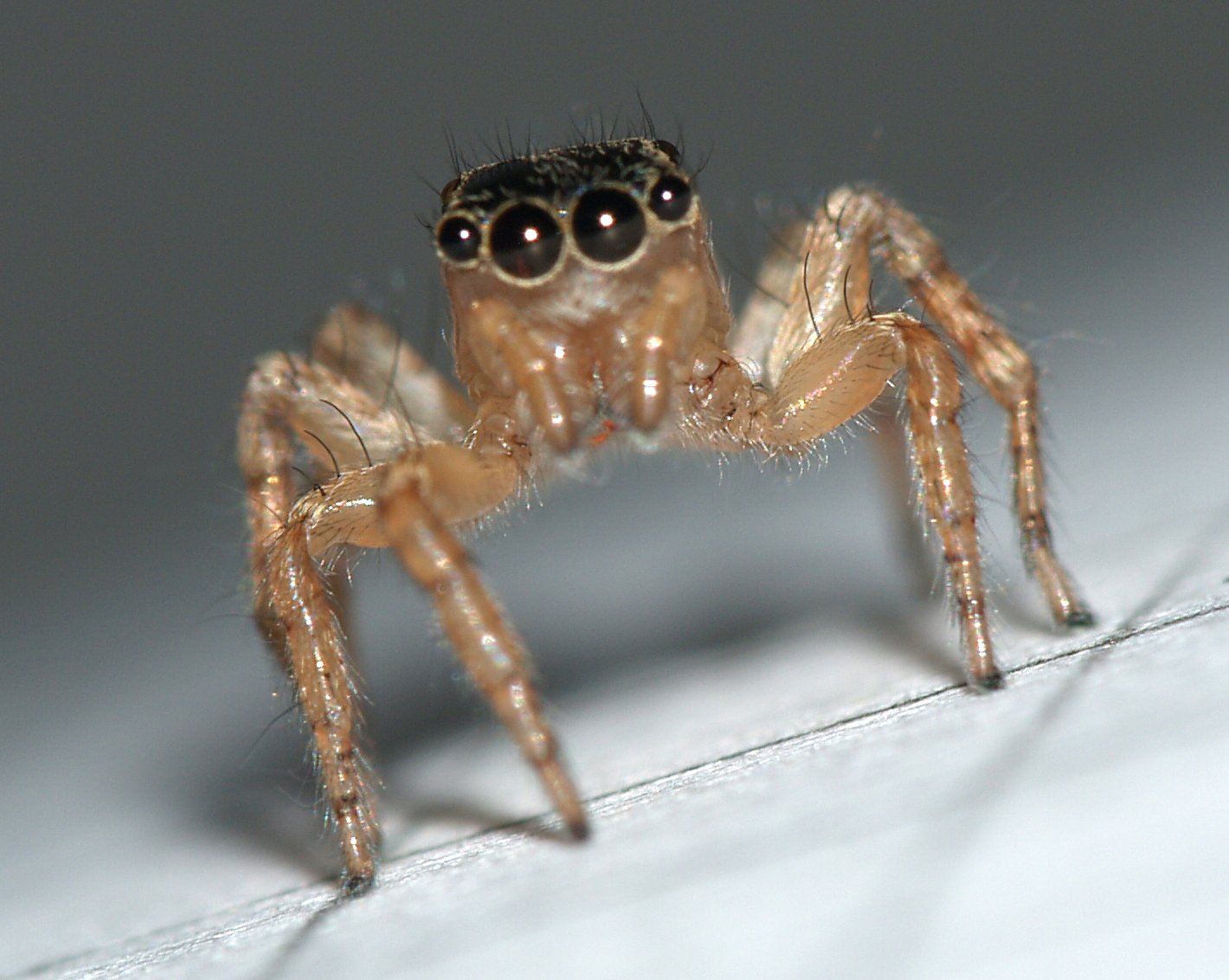
Saitis barbipes, femelle vue de face

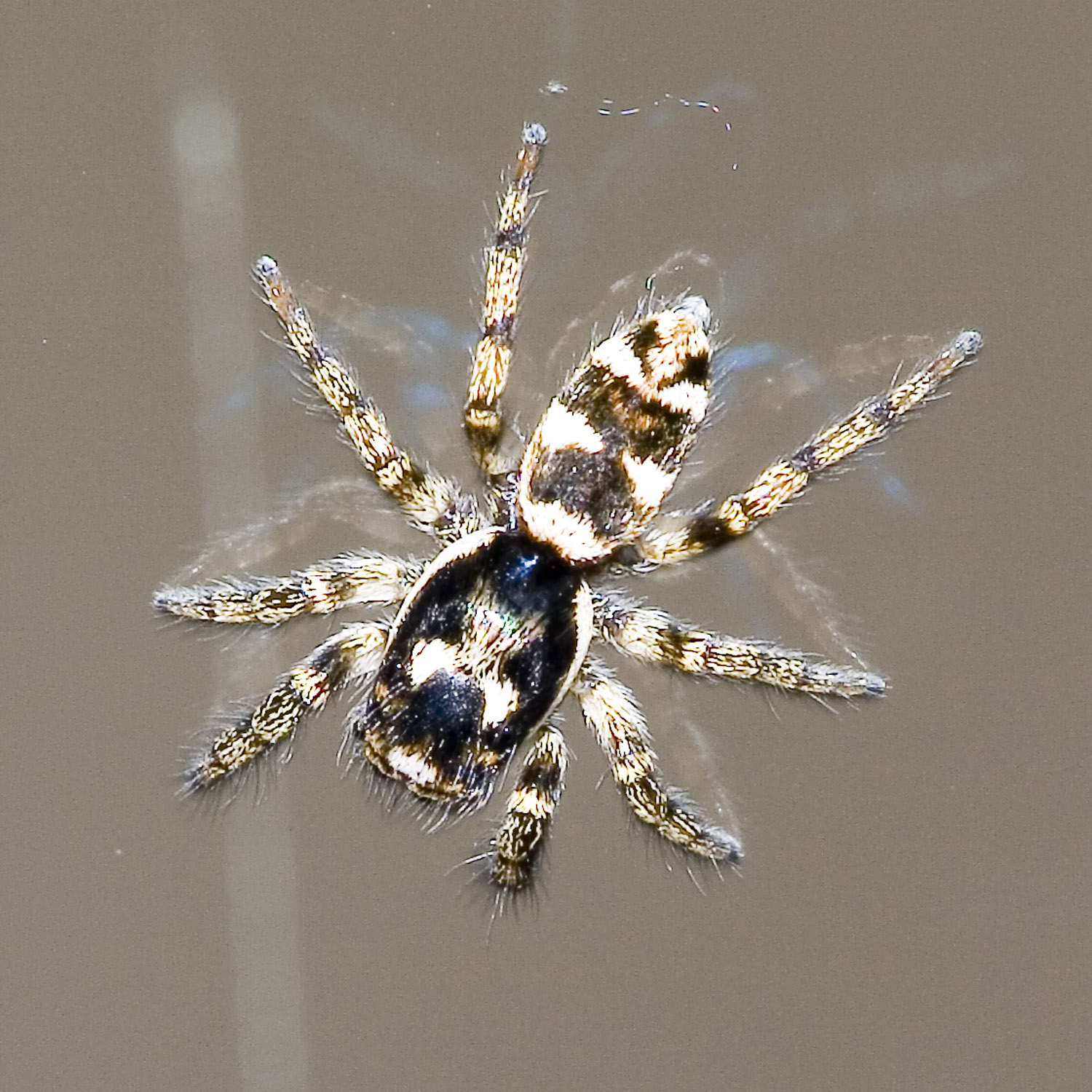
Salticus scenicus

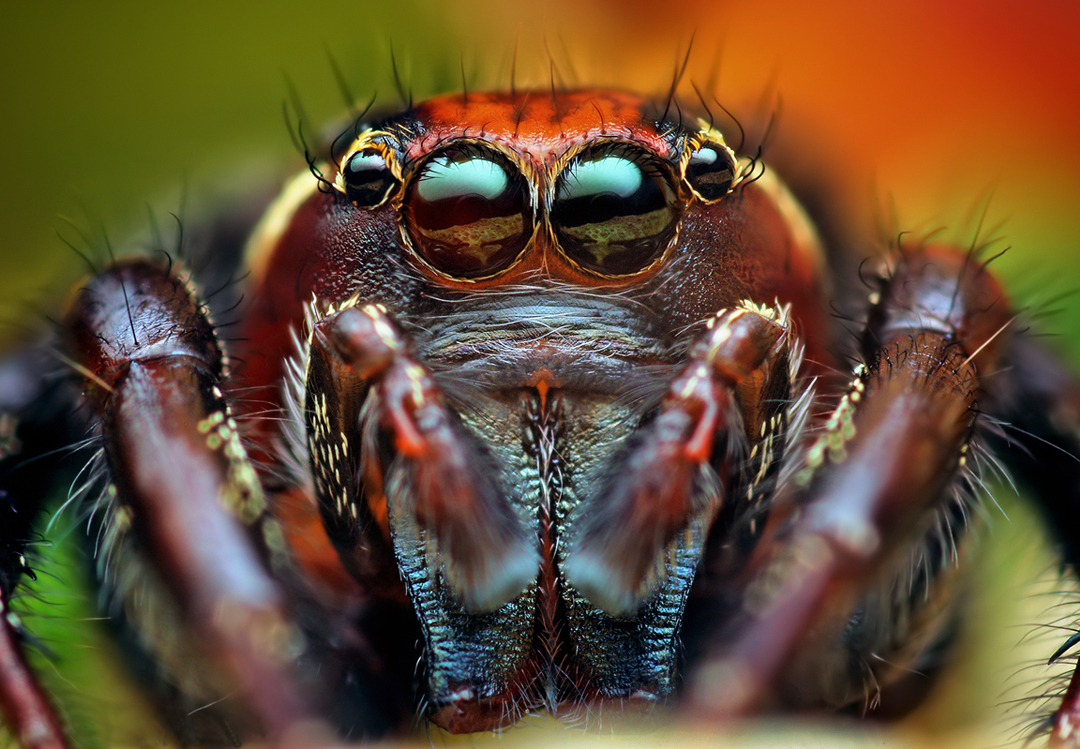
Colonus puerperus

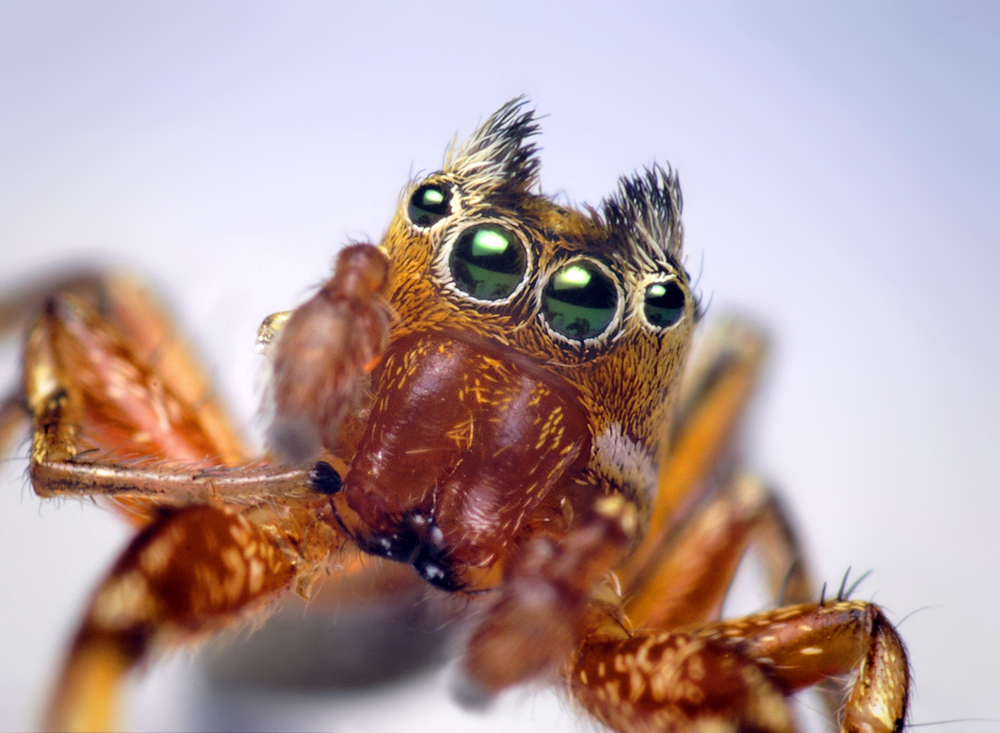
Tutelina elegans

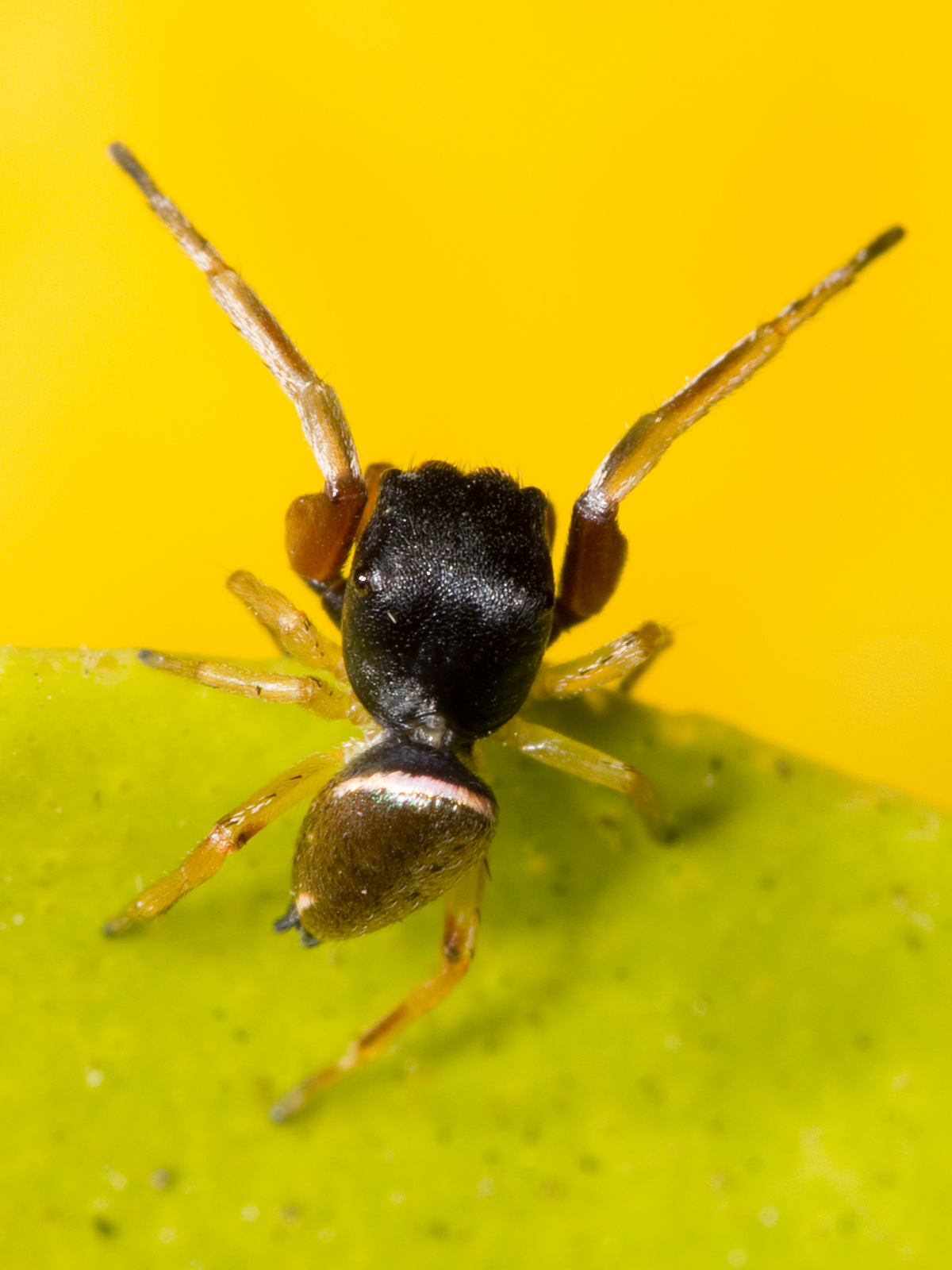
Zygoballus rufipes

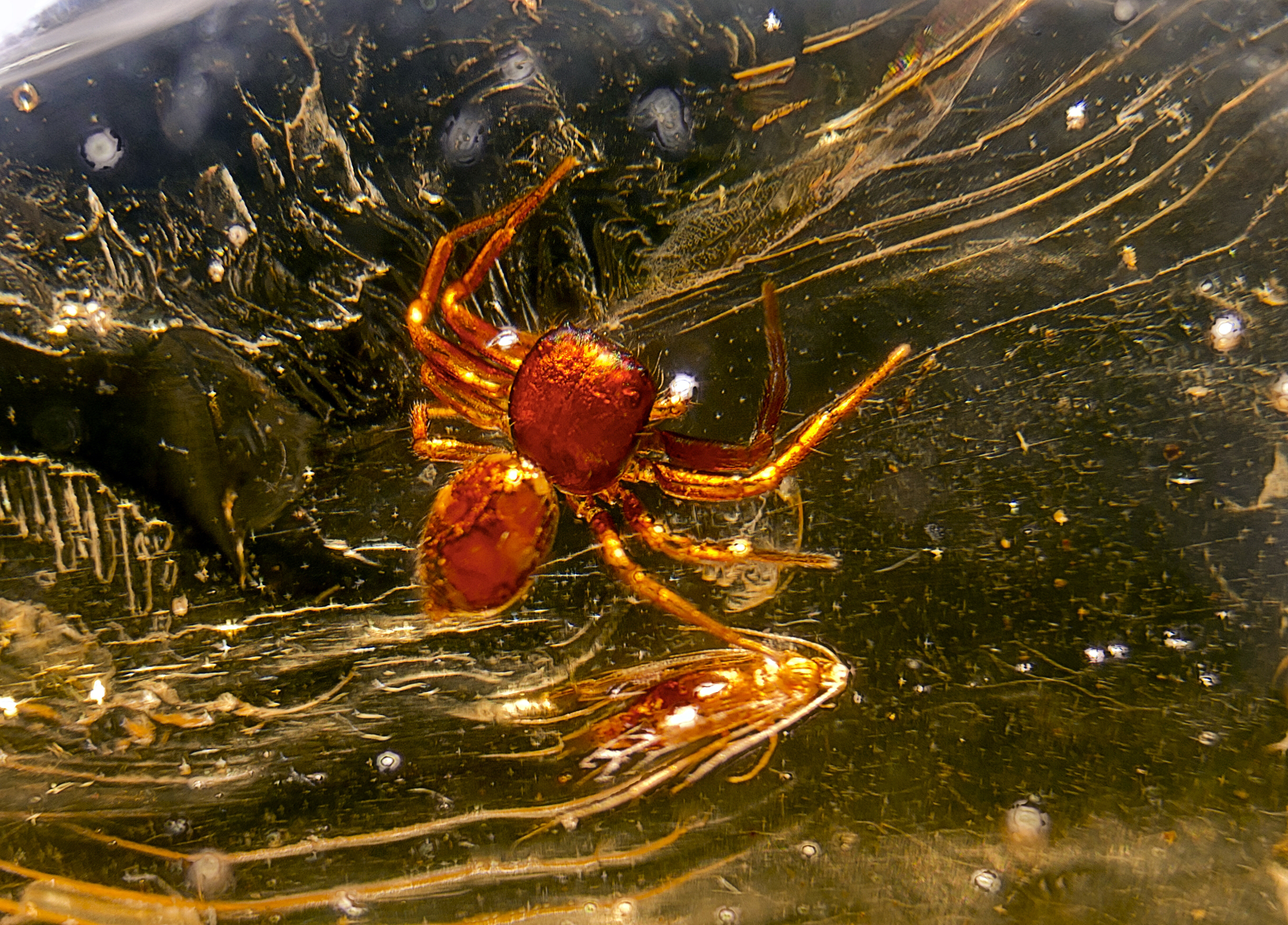
Salticidae dans du Copal de Madagascar

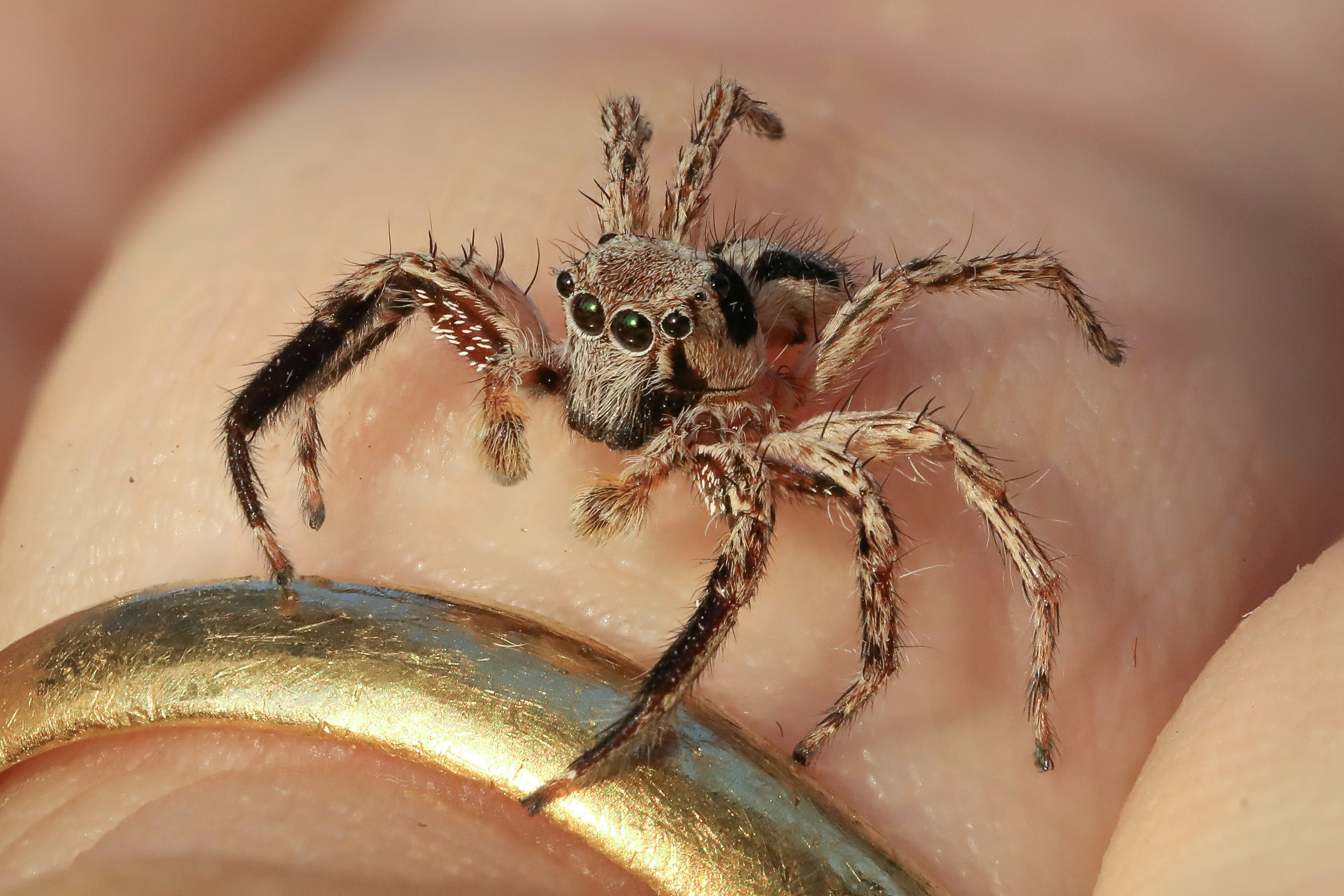
Plexippus petersi du Laos, sur un doigt humain

À la différence de la plupart des autres araignées, les araignées sauteuses sont des prédateurs à orientation visuelle, qui mémorisent leur environnement, les distances et orientations. Certaines espèces traversent plus facilement un milieu ouvert pour aller vers une cible de couleur verte évoquant un milieu végétal que vers des cibles géométriques.
On a montré avec Phidippus princeps (Peckam et Peckam, 1883) que la présence de corridors biologiques adaptés favorise leur déplacement dans l'environnement et vers de nouvelles taches. Lors de l'étude, elles étaient placées dans des micropaysages dominés par le trèfle hybride (Trifolium hybridum L.) et la luzerne (Medicago sativa L.) de manière que des taches soient reliées entre elles soit par des corridors végétalisés, soit par des chemins dénudés. Les araignées Phidippus princeps ne se déplaçaient que dans les corridors végétalisés et non sur les chemins dénudés. En l'absence de corridors, instinctivement, Phidippus princeps ne se risque pas en milieu découvert pour explorer un nouvel habitat, même quand le nombre d'individus est important.
Mis à part certaines espèces tropicales qui manifesteraient une activité séricigène, les Salticidae d'Europe sont censées ne pas construire de toile. En fait, Pellenes arciger construit un édifice dressé, en forme de triangle ou de rectangle irrégulier, fixé sur la végétation, pouvant aboutir à une retraite (pierre, coquille d'escargot), la toile "en voile de bateau". Découverte en Lozère (Causse Méjean) et retrouvée depuis en Bas Languedoc, cette étrange structure pose toujours le problème de sa fonction exacte depuis 1997.

### Sommeil
Une étude de Daniela C. Rößler et al. a relevé en 2022 la présence de mouvements des yeux chez l'espèce Evarcha arcuata pendant le sommeil, ce qui suggère l'hypothèse de l'existence de rêves chez ces araignées,,.

## Paléontologie
Cette famille est connue depuis le Paléogène.

## Liste des genres
Selon World Spider Catalog (version 26, 04/08/2025) :
- Abracadabrella Żabka, 1991
- Acragas Simon, 1900
- Admestina G. W. Peckham & E. G. Peckham, 1888
- Admesturius Galiano, 1988
- Adoxotoma Simon, 1909
- Aelurillus Simon, 1885
- Afraflacilla Berland & Millot, 1941
- Afrobeata Caporiacco, 1941
- Afromarengo Benjamin, 2004
- Agobardus Keyserling, 1885
- Agorioides Maddison & Szűts, 2019
- Agorius Thorell, 1877
- Ahijuna Rubio, Baigorria & Stolar, 2022
- Aillutticus Galiano, 1987
- Ajaraneola Wesołowska & Russell-Smith, 2011
- Akela G. W. Peckham & E. G. Peckham, 1896
- Albionella Chickering, 1946
- Alcmena C. L. Koch, 1846
- Alfenus Simon, 1902
- Allococalodes Wanless, 1982
- Allodecta Bryant, 1950
- Amatorculus Ruiz & Brescovit, 2005
- Amilaps Maddison, 2019
- Amoenema Yu & Zhang, 2023
- Amphidraus Simon, 1900
- Amycus C. L. Koch, 1846
- Ananeon Richardson, 2013
- Anarrhotus Simon, 1902
- Anasaitis Bryant, 1950
- Anaurus Simon, 1900
- Ancepitilobus Richardson, 2016
- Anicius Chamberlin, 1925
- Ansienulina Wesołowska, 2015
- Antillattus Bryant, 1943
- Aphirape C. L. Koch, 1850
- Apricia Richardson, 2016
- Arachnomura Mello-Leitão, 1917
- Arachnotermes Mello-Leitão, 1928
- Araegeus Simon, 1901
- Araneotanna Özdikmen & Kury, 2006
- Arasia Simon, 1901
- Arnoliseus Braul, 2002
- Artabrus Simon, 1902
- Aruana Strand, 1911
- Aruattus Logunov & Azarkina, 2008
- Asaphobelis Simon, 1902
- Asaracus C. L. Koch, 1846
- Ascyltus Karsch, 1878
- Asemonea O. Pickard-Cambridge, 1869
- Ashtabula G. W. Peckham & E. G. Peckham, 1894
- Asianellus Logunov & Hęciak, 1996
- Astia L. Koch, 1879
- Astilodes Żabka, 2009
- Atelurius Simon, 1901
- Athamas O. Pickard-Cambridge, 1877
- Atomosphyrus Simon, 1902
- Attidops Banks, 1905
- Attinella Banks, 1905
- Attulus Simon, 1889
- Augustaea Szombathy, 1915
- Avaruarachne Sherwood, 2021
- Avitus G. W. Peckham & E. G. Peckham, 1896
- Bacelarella Berland & Millot, 1941
- Bagheera G. W. Peckham & E. G. Peckham, 1896
- Ballagascar Azarkina & Haddad, 2020
- Ballus C. L. Koch, 1850
- Balmaceda G. W. Peckham & E. G. Peckham, 1894
- Banksetosa Chickering, 1946
- Barraina Richardson, 2013
- Baryphas Simon, 1902
- Bathippus Thorell, 1892
- Bavia Simon, 1877
- Baviola Simon, 1898
- Beata G. W. Peckham & E. G. Peckham, 1895
- Belippo Simon, 1909
- Belliena Simon, 1902
- Bellota G. W. Peckham & E. G. Peckham, 1892
- Bianor G. W. Peckham & E. G. Peckham, 1886
- Bindax Thorell, 1892
- Bocus G. W. Peckham & E. G. Peckham, 1892
- Bocusoides Wang & Li, 2022
- Bokokius Roewer, 1942
- Breda G. W. Peckham & E. G. Peckham, 1894
- Brettus Thorell, 1895
- Bristowia Reimoser, 1934
- Bryantella Chickering, 1946
- Bulolia Żabka, 1996
- Burmattus Prószyński, 1992
- Bythocrotus Simon, 1903
- Calxattus Wang, Yu & Zhang, 2023
- Canama Simon, 1903
- Capeta Ruiz & Brescovit, 2005
- Capeyorkia Richardson, 2016
- Capidava Simon, 1902
- Carabella Chickering, 1946
- Caribattus Bryant, 1950
- Carrhotus Thorell, 1891
- Cavillator Wesołowska, 2000
- Ceglusa Thorell, 1895
- Cembalea Wesołowska, 1993
- Ceriomura Simon, 1901
- Cerionesta Simon, 1901
- Chalcolecta Simon, 1884
- Chalcolemia Zhang & Maddison, 2012
- Chalcoscirtus Bertkau, 1880
- Chalcotropis Simon, 1902
- Chalcovietnamicus Marusik, 1991
- Chapoda G. W. Peckham & E. G. Peckham, 1896
- Charippus Thorell, 1895
- Cheliceroides Żabka, 1985
- Cheliferoides F. O. Pickard-Cambridge, 1901
- Chinattus Logunov, 1999
- Chinophrys Zhang & Maddison, 2012
- Chinoscopus Simon, 1901
- Chira G. W. Peckham & E. G. Peckham, 1896
- Chirothecia Taczanowski, 1878
- Chrysilla Thorell, 1887
- Clynotis Simon, 1901
- Clynotoides Mello-Leitão, 1944
- Cobanus F. O. Pickard-Cambridge, 1900
- Cocalodes Pocock, 1897
- Cocalus C. L. Koch, 1846
- Coccorchestes Thorell, 1881
- Colaxes Simon, 1900
- Colonus F. O. Pickard-Cambridge, 1901
- Colopsus Simon, 1902
- Colyttus Thorell, 1891
- Commoris Simon, 1902
- Compsodecta Simon, 1903
- Copocrossa Simon, 1901
- Corambis Simon, 1901
- Corcovetella Galiano, 1975
- Corticattus Zhang & Maddison, 2012
- Corusca Zhou & Li, 2013
- Coryphasia Simon, 1902
- Corythalia C. L. Koch, 1850
- Cosmophasis Simon, 1901
- Cotinusa Simon, 1900
- Cucudeta Maddison, 2009
- Curubis Simon, 1902
- Cylistella Simon, 1901
- Cyllodania Simon, 1902
- Cynapes Simon, 1900
- Cyrba Simon, 1876
- Cytaea Keyserling, 1882
- Damoetas G. W. Peckham & E. G. Peckham, 1886
- Darwinneon Cutler, 1971
- Dasycyptus Simon, 1902
- Dendroicius Lin & Li, 2020
- Dendryphantes C. L. Koch, 1837
- Depreissia Lessert, 1942
- Descanso G. W. Peckham & E. G. Peckham, 1892
- Detalik Wesołowska, 2021
- Dexippus Thorell, 1891
- Diolenius Thorell, 1870
- Diplocanthopoda Abraham, 1925
- Dolichoneon Caporiacco, 1935
- Donaldius Chickering, 1946
- Drizztius Edwards, 2015
- Drobinka Wesołowska, 2021
- Druzia Ruiz & Brescovit, 2013
- Eburneana Wesołowska & Szűts, 2001
- Echeclus Thorell, 1890
- Echinussa Simon, 1901
- Ecuadattus Zhang & Maddison, 2012
- Edilemma Ruiz & Brescovit, 2006
- Edwardsya Ruiz & Bustamante, 2016
- Efate Berland, 1938
- Emathis Simon, 1899
- Emertonius G. W. Peckham & E. G. Peckham, 1892
- Empanda Simon, 1903
- Encolpius Simon, 1900
- Encymachus Simon, 1902
- Enoplomischus Giltay, 1931
- Epeus G. W. Peckham & E. G. Peckham, 1886
- Epidelaxia Simon, 1902
- Epocilla Thorell, 1887
- Erasinus Simon, 1899
- Eremitarys Wang, Yu & Zhang, 2024
- Ergane L. Koch, 1881
- Erica G. W. Peckham & E. G. Peckham, 1892
- Eris C. L. Koch, 1846
- Euochin Prószyński, 2018
- Euophrys C. L. Koch, 1834
- Eupoa Żabka, 1985
- Euryattus Thorell, 1881
- Eustiromastix Simon, 1902
- Evarcha Simon, 1902
- Featheroides Peng, Yin, Xie & Kim, 1994
- Festucula Simon, 1901
- Finger Wesołowska & Wiśniewski, 2023
- Flacillula Strand, 1932
- Fluda G. W. Peckham & E. G. Peckham, 1892
- Flurica Perger & Rubio, 2022
- Foliabitus Zhang & Maddison, 2012
- Foordus Azarkina, 2024
- Frespera Braul & Lise, 2002
- Frewena Richardson, 2013
- Freya C. L. Koch, 1850
- Frigga C. L. Koch, 1850
- Fritzia O. Pickard-Cambridge, 1879
- Fuentes G. W. Peckham & E. G. Peckham, 1894
- Furculattus Balogh, 1980
- Galianora Maddison, 2006
- Gambaquezonia Barrion & Litsinger, 1995
- Gastromicans Mello-Leitão, 1917
- Gavarilla Ruiz & Brescovit, 2006
- Gedea Simon, 1902
- Gelotia Thorell, 1890
- Ghatippus Marathe & Maddison, 2024
- Ghelna Maddison, 1996
- Ghumattus Prószyński, 1992
- Goleba Wanless, 1980
- Goleta G. W. Peckham & E. G. Peckham, 1894
- Gorgasella Chickering, 1946
- Gramenca Rollard & Wesołowska, 2002
- Grayenulla Żabka, 1992
- Guriurius Marta, Bustamante, Ruiz & Rodrigues, 2022
- Gypogyna Simon, 1900
- Habrocestoides Prószyński, 1992
- Habrocestum Simon, 1876
- Habronattus F. O. Pickard-Cambridge, 1901
- Hakka Berry & Prószyński, 2001
- Haplopsecas Caporiacco, 1955
- Harmochirus Simon, 1886
- Hasarina Schenkel, 1963
- Hasarinella Wesołowska, 2012
- Hasarius Simon, 1871
- Havaika Prószyński, 2002
- Helafricanus Wesołowska, 1986
- Helicius Żabka, 1981
- Heliocapensis Wesołowska, 1986
- Heliophanillus Prószyński, 1989
- Heliophanoides Prószyński, 1992
- Heliophanus C. L. Koch, 1833
- Helpis Simon, 1901
- Helvetia G. W. Peckham & E. G. Peckham, 1894
- Hentzia Marx, 1883
- Heratemita Strand, 1932
- Hermosa G. W. Peckham & E. G. Peckham, 1892
- Hermotimus Simon, 1903
- Hindumanes Logunov, 2004
- Hinewaia Żabka & Pollard, 2002
- Hispo Simon, 1886
- Hisukattus Galiano, 1987
- Hivanua Maddison, 2024
- Holcolaetis Simon, 1886
- Holoplatys Simon, 1885
- Homalattus White, 1841
- Huntiglennia Żabka & Gray, 2004
- Hurius Simon, 1901
- Hyetussa Simon, 1902
- Hyllus C. L. Koch, 1846
- Hypaeus Simon, 1900
- Iberattus Prószyński, 2018
- Icius Simon, 1876
- Idastrandia Strand, 1929
- Ilargus Simon, 1901
- Imperceptus Prószyński, 1992
- Indomarengo Benjamin, 2004
- Indopadilla Caleb & Sankaran, 2019
- Iona G. W. Peckham & E. G. Peckham, 1886
- Iranattus Prószyński, 1992
- Irura G. W. Peckham & E. G. Peckham, 1901
- Itata G. W. Peckham & E. G. Peckham, 1894
- Jacksonoides Wanless, 1988
- Jajpurattus Prószyński, 1992
- Jaluiticola Roewer, 1944
- Jerzego Maddison, 2014
- Jollas Simon, 1901
- Jotus L. Koch, 1881
- Judalana Rix, 1999
- Kakameganula Wesołowska, 2020
- Kalcerrytus Galiano, 2000
- Katya Prószyński & Deeleman-Reinhold, 2010
- Kelawakaju Maddison & Ruiz, 2022
- Kibo Wesołowska & Szűts, 2021
- Kima G. W. Peckham & E. G. Peckham, 1902
- Kupiuka Ruiz, 2010
- Lagnus L. Koch, 1879
- Lakarobius Berry, Beatty & Prószyński, 1998
- Lamottella Rollard & Wesołowska, 2002
- Langelurillus Próchniewicz, 1994
- Langerra Żabka, 1985
- Langona Simon, 1901
- Lapsamita Ruiz, 2013
- Lapsias Simon, 1900
- Laufeia Simon, 1889
- Lauharulla Keyserling, 1883
- Lechia Żabka, 1985
- Leikung Benjamin, 2004
- Lepidemathis Simon, 1903
- Leptathamas Balogh, 1980
- Leptofreya Edwards, 2015
- Leptorchestes Thorell, 1870
- Letoia Simon, 1900
- Leuserattus Prószyński & Deeleman-Reinhold, 2012
- Leviea Maddison & Szűts, 2019
- Lictor Wesołowska & Wiśniewski, 2023
- Ligdus Thorell, 1895
- Ligonipes Karsch, 1878
- Ligurra Simon, 1903
- Logunattus Wang & Li, 2023
- Lokina Yu, Maddison & Zhang, 2023
- Longarenus Simon, 1903
- Lophostica Simon, 1902
- Lumptibiella Rubio, Baigorria & Stolar, 2022
- Lurio Simon, 1901
- Lyssomanes Hentz, 1845
- Lystrocteisa Simon, 1884
- Mabellina Chickering, 1946
- Macaroeris Wunderlich, 1992
- Macopaeus Simon, 1900
- Macutula Ruiz, 2011
- Maddisonia Żabka, 2014
- Madhyattus Prószyński, 1992
- Maenola Simon, 1900
- Maeota Simon, 1901
- Maevia C. L. Koch, 1846
- Mago O. Pickard-Cambridge, 1882
- Magyarus Żabka, 1985
- Maileus G. W. Peckham & E. G. Peckham, 1907
- Malizna Wesołowska, 2021
- Malloneta Simon, 1902
- Maltecora Simon, 1909
- Mantisatta Warburton, 1900
- Mantius Thorell, 1891
- Manzuma Azarkina, 2020
- Maratus Karsch, 1878
- Marchena G. W. Peckham & E. G. Peckham, 1909
- Marengo G. W. Peckham & E. G. Peckham, 1892
- Margaromma Keyserling, 1882
- Maripanthus Maddison, 2020
- Marma Simon, 1902
- Marpissa C. L. Koch, 1846
- Martella G. W. Peckham & E. G. Peckham, 1892
- Marusyllus Prószyński, 2016
- Massagris Simon, 1900
- Matagaia Ruiz, Brescovit & Freitas, 2007
- Matinta Ruiz & Maddison, 2019
- Mburuvicha Scioscia, 1993
- Megaeupoa Lin & Li, 2020
- Megafreya Edwards, 2015
- Megaloastia Żabka, 1995
- Meleon Wanless, 1984
- Mendoza G. W. Peckham & E. G. Peckham, 1894
- Menemerus Simon, 1868
- Messua G. W. Peckham & E. G. Peckham, 1896
- Metacyrba F. O. Pickard-Cambridge, 1901
- Metaphidippus F. O. Pickard-Cambridge, 1901
- Mexcala G. W. Peckham & E. G. Peckham, 1902
- Mexigonus Edwards, 2003
- Microbianor Logunov, 2000
- Microemathis Logunov, 2020
- Microhasarius Simon, 1902
- Mikrus Wesołowska, 2001
- Mintonia Wanless, 1984
- Modunda Simon, 1901
- Mogrus Simon, 1882
- Monaga Chickering, 1946
- Mondeku Azarkina & Haddad, 2020
- Mopiopia Simon, 1902
- Mopsolodes Żabka, 1991
- Mopsus Karsch, 1878
- Muziris Simon, 1901
- Myrmage Prószyński, 2016
- Myrmagua Prószyński, 2016
- Myrmanu Prószyński, 2016
- Myrmapana Prószyński, 2016
- Myrmapeni Prószyński, 2016
- Myrmaplata Prószyński, 2016
- Myrmarachne MacLeay, 1839
- Myrmatheca Prószyński, 2016
- Myrmele Prószyński, 2016
- Nagaina G. W. Peckham & E. G. Peckham, 1896
- Nandicius Prószyński, 2016
- Nannenus Simon, 1902
- Naphrys Edwards, 2003
- Napoca Simon, 1901
- Natta Karsch, 1879
- Naubolus Simon, 1901
- Neaetha Simon, 1885
- Nebridia Simon, 1902
- Necatia Özdikmen, 2007
- Neobrettus Wanless, 1984
- Neon Simon, 1876
- Neonella Gertsch, 1936
- Nicylla Thorell, 1890
- Nigorella Wesołowska & Tomasiewicz, 2008
- Nilakantha G. W. Peckham & E. G. Peckham, 1901
- Nimbarus Rollard & Wesołowska, 2002
- Noegus Simon, 1900
- Nosferattus Ruiz & Brescovit, 2005
- Nungia Żabka, 1985
- Nycerella Galiano, 1982
- Ocrisiona Simon, 1901
- Ogdenia G. W. Peckham, 1908
- Ohilimia Strand, 1911
- Okinawicius Prószyński, 2016
- Omoedus Thorell, 1881
- Onofre Ruiz & Brescovit, 2007
- Onomastus Simon, 1900
- Opisthoncana Strand, 1913
- Opisthoncus L. Koch, 1880
- Orcevia Thorell, 1890
- Orientattus Caleb, 2020
- Orienticius Prószyński, 2016
- Orsima Simon, 1901
- Orthrus Simon, 1900
- Orvilleus Chickering, 1946
- Osericta Simon, 1901
- Ourea Long, Vink & Paterson, 2025
- Oviballus Azarkina & Haddad, 2020
- Pachomius G. W. Peckham & E. G. Peckham, 1896
- Pachyballus Simon, 1900
- Pachyonomastus Caporiacco, 1947
- Pachypoessa Simon, 1902
- Padilla G. W. Peckham & E. G. Peckham, 1894
- Padillothorax Simon, 1901
- Padillothorus Prószyński, 2018
- Panachraesta Simon, 1900
- Pancorius Simon, 1902
- Pandisus Simon, 1900
- Panysinus Simon, 1901
- Papuamyr Maddison & Szűts, 2019
- Papuaneon Maddison, 2016
- Parabathippus Zhang & Maddison, 2012
- Paracyrba Żabka & Kovac, 1996
- Paradamoetas G. W. Peckham & E. G. Peckham, 1885
- Paraeuophrys Logunov, 2020
- Parafluda Chickering, 1946
- Paraharmochirus Szombathy, 1915
- Paraheliophanus Clark & Benoit, 1977
- Parahelpis Gardzińska & Żabka, 2010
- Parajotus G. W. Peckham & E. G. Peckham, 1903
- Paramaevia Barnes, 1955
- Paramarpissa F. O. Pickard-Cambridge, 1901
- Paraneaetha Denis, 1947
- Paraphidippus F. O. Pickard-Cambridge, 1901
- Paraphilaeus Żabka, 2003
- Paraplatoides Żabka, 1992
- Paraplexippus Franganillo, 1930
- Parasaitis Bryant, 1950
- Parathiodina Bryant, 1943
- Parnaenus G. W. Peckham & E. G. Peckham, 1896
- Parvattus Zhang & Maddison, 2012
- Peckhamia Simon, 1900
- Pelegrina Franganillo, 1930
- Pellenattus Maddison, 2017
- Pellenes Simon, 1876
- Pellolessertia Strand, 1929
- Pengmarengo Wang & Li, 2022
- Penionomus Simon, 1903
- Pensacola G. W. Peckham & E. G. Peckham, 1885
- Pensacolops Bauab-Vianna, 1983
- Peplometus Simon, 1900
- Petemathis Prószyński & Deeleman-Reinhold, 2012
- Phaeacius Simon, 1900
- Phanias F. O. Pickard-Cambridge, 1901
- Phanuelus Caleb & Mathai, 2015
- Pharacocerus Simon, 1902
- Phasmolia Zhang & Maddison, 2012
- Phaulostylus Simon, 1902
- Phausina Simon, 1902
- Phiale C. L. Koch, 1846
- Phidippus C. L. Koch, 1846
- Philaeus Thorell, 1869
- Philates Simon, 1900
- Philira Edwards, 2015
- Phintella Strand, 1906
- Phintelloides Kanesharatnam & Benjamin, 2019
- Phintellosa Wiśniewski & Wesołowska, 2024
- Phlegra Simon, 1876
- Phyaces Simon, 1902
- Pignus Wesołowska, 2000
- Pilia Simon, 1902
- Piranthus Thorell, 1895
- Planamarengo Azarkina & Haddad, 2020
- Planiemen Wesołowska & van Harten, 2007
- Platycryptus Hill, 1979
- Platypsecas Caporiacco, 1955
- Plesiopiuka Ruiz, 2010
- Plexippoides Prószyński, 1984
- Plexippus C. L. Koch, 1846
- Pochyta Simon, 1901
- Pochytoides Wesołowska, 2020
- Poecilorchestes Simon, 1901
- Poessa Simon, 1902
- Popcornella Zhang & Maddison, 2012
- Porius Thorell, 1892
- Portia Karsch, 1878
- Poultonella G. W. Peckham & E. G. Peckham, 1909
- Pristobaeus Simon, 1902
- Proctonemesia Bauab-Vianna & Soares, 1978
- Propiomarengo Azarkina & Haddad, 2020
- Prostheclina Keyserling, 1882
- Proszynellus Patoleta & Żabka, 2015
- Proszynskia Kanesharatnam & Benjamin, 2019
- Proszynskiana Logunov, 1996
- Psecas C. L. Koch, 1850
- Psenuc Prószyński, 2016
- Pseudamycus Simon, 1885
- Pseudemathis Simon, 1902
- Pseudeuophrys Dahl, 1912
- Pseudicius Simon, 1885
- Pseudocorythalia Caporiacco, 1938
- Pseudofluda Mello-Leitão, 1928
- Pseudomaevia Rainbow, 1920
- Pseudomogrus Simon, 1937
- Pseudopartona Caporiacco, 1954
- Pseudoplexippus Caporiacco, 1947
- Pseudosynagelides Żabka, 1991
- Ptocasius Simon, 1885
- Pulcherula Wesołowska & Russell-Smith, 2022
- Pungalina Richardson, 2013
- Pystira Simon, 1901
- Qingattus Yang, Wang & Zhang, 2024
- Qiongattus Wang & Li, 2023
- Quadrica Wesołowska & Wiśniewski, 2023
- Rafalus Prószyński, 1999
- Ragatinus Dawidowicz & Wesołowska, 2016
- Rarahu Berland, 1929
- Rhene Thorell, 1869
- Rhenefictus Logunov, 2021
- Rhetenor Simon, 1902
- Rhombonotus L. Koch, 1879
- Rhondes Simon, 1901
- Rhyphelia Simon, 1902
- Rishaschia Makhan, 2006
- Rogmocrypta Simon, 1900
- Rudakius Prószyński, 2016
- Rudra G. W. Peckham & E. G. Peckham, 1885
- Rumburak Wesołowska, Azarkina & Russell-Smith, 2014
- Ruwenzorek Wiśniewski & Wesołowska, 2024
- Saaristattus Logunov & Azarkina, 2008
- Sadies Wanless, 1984
- Saitidops Simon, 1901
- Saitis Simon, 1876
- Saitissus Roewer, 1938
- Salpesia Simon, 1901
- Salticus Latreille, 1804
- Sandalodes Keyserling, 1883
- Saphrys Zhang & Maddison, 2015
- Saraina Wanless & Clark, 1975
- Sarinda G. W. Peckham & E. G. Peckham, 1892
- Sarindoides Mello-Leitão, 1922
- Sassacus G. W. Peckham & E. G. Peckham, 1895
- Schenkelia Lessert, 1927
- Scopocira Simon, 1900
- Scoturius Simon, 1901
- Sebastira Simon, 1901
- Selimus G. W. Peckham & E. G. Peckham, 1901
- Semiopyla Simon, 1901
- Semnolius Simon, 1902
- Semora G. W. Peckham & E. G. Peckham, 1892
- Semorina Simon, 1901
- Servaea Simon, 1888
- Sibianor Logunov, 2001
- Sidusa G. W. Peckham & E. G. Peckham, 1895
- Sigytes Simon, 1902
- Siler Simon, 1889
- Simaetha Thorell, 1881
- Simaethula Simon, 1902
- Simaethulina Wesołowska, 2012
- Similaria Prószyński, 1992
- Simonurius Galiano, 1988
- Simprulla Simon, 1901
- Sinoinsula Zhou & Li, 2013
- Sittisax Prószyński, 2017
- Sobasina Simon, 1898
- Soesiladeepakius Makhan, 2007
- Sondra Wanless, 1988
- Sonoita G. W. Peckham & E. G. Peckham, 1903
- Spadera G. W. Peckham & E. G. Peckham, 1894
- Sparbambus Zhang, Woon & Li, 2006
- Spartaeus Thorell, 1891
- Sphericula Wesołowska & Russell-Smith, 2022
- Spilargis Simon, 1902
- Spiralembolus Wang & Li, 2023
- Stagetillus Simon, 1885
- Stenaelurillus Simon, 1886
- Stenodeza Simon, 1900
- Stergusa Simon, 1889
- Stertinius Simon, 1890
- Stoidis Simon, 1901
- Sumakuru Maddison, 2016
- Sumampattus Galiano, 1983
- Sympolymnia Perger & Rubio, 2020
- Synageles Simon, 1876
- Synagelides Strand, 1906
- Synemosyna Hentz, 1846
- Tabuina Maddison, 2009
- Tacuna G. W. Peckham & E. G. Peckham, 1901
- Taivala G. W. Peckham & E. G. Peckham, 1907
- Talavera G. W. Peckham & E. G. Peckham, 1909
- Tamigalesus Żabka, 1988
- Tanybelus Simon, 1902
- Tanzania Koçak & Kemal, 2008
- Tapsatella Rubio & Stolar, 2020
- Tara G. W. Peckham & E. G. Peckham, 1886
- Taraxella Wanless, 1984
- Tarkas Edwards, 2015
- Tarne Simon, 1886
- Tarodes Pocock, 1898
- Tartamura Bustamante & Ruiz, 2017
- Tasa Wesołowska, 1981
- Tatari Berland, 1938
- Tauala Wanless, 1988
- Telamonia Thorell, 1887
- Tenkana Marathe, Maddison & Caleb, 2024
- Tenuiballus Azarkina & Haddad, 2020
- Terralonus Maddison, 1996
- Thaiattus Logunov, 2020
- Thammaca Simon, 1901
- Theriella Braul & Lise, 1996
- Thiania C. L. Koch, 1846
- Thianitara Simon, 1903
- Thiodina Simon, 1900
- Thiratoscirtus Simon, 1886
- Thorelliola Strand, 1942
- Thrandina Maddison, 2006
- Thyene Simon, 1885
- Thyenillus Simon, 1909
- Thyenula Simon, 1902
- Tisaniba Zhang & Maddison, 2014
- Tisanibainepta Logunov, 2020
- Titanattus G. W. Peckham & E. G. Peckham, 1885
- Toloella Chickering, 1946
- Tomis F. O. Pickard-Cambridge, 1901
- Tomobella Szűts & Scharff, 2009
- Tomocyrba Simon, 1900
- Tomomingi Szűts & Scharff, 2009
- Toticoryx Rollard & Wesołowska, 2002
- Toxeus C. L. Koch, 1846
- Trapezocephalus Berland & Millot, 1941
- Triggella Edwards, 2015
- Trite Simon, 1885
- Truncattus Zhang & Maddison, 2012
- Trydarssus Galiano, 1995
- Tubalaxia Satkunanathan & Benjamin, 2024
- Tullgrenella Mello-Leitão, 1941
- Tulpius G. W. Peckham & E. G. Peckham, 1896
- Tusitala G. W. Peckham & E. G. Peckham, 1902
- Tutelina Simon, 1901
- Tuvaphantes Logunov, 1993
- Tylogonus Simon, 1902
- Udalmella Galiano, 1994
- Udvardya Prószyński, 1992
- Ugandinella Wesołowska, 2006
- Uluella Chickering, 1946
- Ureta Wesołowska & Haddad, 2013
- Uroballus Simon, 1902
- Urogelides Żabka, 2009
- Urupuyu Ruiz & Maddison, 2015
- Uxuma Simon, 1902
- Vailimia Kammerer, 2006
- Vallvonas Szűts, Zhang, Gallé-Szpisjak & De Bakker, 2020
- Variratina Zhang & Maddison, 2012
- Vatovia Caporiacco, 1940
- Veissella Wanless, 1984
- Viciria Thorell, 1877
- Vicirionessa Wesołowska & Russell-Smith, 2022
- Vinnius Simon, 1902
- Viribestus Zhang & Maddison, 2012
- Viroqua G. W. Peckham & E. G. Peckham, 1901
- Wallaba Mello-Leitão, 1940
- Wandawe Azarkina & Haddad, 2020
- Wanlessia Wijesinghe, 1992
- Waymadda Szűts, Zhang, Gallé-Szpisjak & De Bakker, 2020
- Wedoquella Galiano, 1984
- Wesolowskana Koçak & Kemal, 2008
- Xanthofreya Edwards, 2015
- Xenocytaea Berry, Beatty & Prószyński, 1998
- Xuriella Wesołowska & Russell-Smith, 2000
- Yacuitella Galiano, 1999
- Yaginumaella Prószyński, 1979
- Yaginumanis Wanless, 1984
- Yamangalea Maddison, 2009
- Yepoella Galiano, 1970
- Yimbulunga Wesołowska, Azarkina & Russell-Smith, 2014
- Yllenus Simon, 1868
- Yogetor Wesołowska & Russell-Smith, 2000
- Zabka Wang, Li & Pham, 2023
- Zabkattus Zhang & Maddison, 2012
- Zebraplatys Żabka, 1992
- Zenodorus G. W. Peckham & E. G. Peckham, 1886
- Zulunigma Wesołowska & Cumming, 2011
- Zuniga G. W. Peckham & E. G. Peckham, 1892
- Zygoballus G. W. Peckham & E. G. Peckham, 1885

Selon World Spider Catalog (version 23.5, 2023) :
- † Almolinus Petrunkevitch, 1958
- † Attoides Brongniart, 1877
- † Calilinus Wunderlich, 2004
- † Cenattus Petrunkevitch, 1942
- † Descangeles Wunderlich, 1988
- † Distanilinus Wunderlich, 2004
- † Eoattopsis Gourret, 1887
- † Eolinus Petrunkevitch, 1942
- † Evagoratus Zhang, Sun & Zhang, 1994
- † Gorgopsidis Wunderlich, 2004
- † Gorgopsina Petrunkevitch, 1955
- † Microlinus Wunderlich, 2004
- † Paralinus Petrunkevitch, 1942
- † Pensacolatus Wunderlich, 1988
- † Phlegrata Wunderlich, 1988
- † Prolinus Petrunkevitch, 1958
- † Salticidites Straus, 1967

## Systématique et taxinomie
Cette famille a été décrite par Blackwall en 1841.
Cette famille rassemble 6 849 espèces dans 689 genres.
Traditionnellement, cette famille était divisée dans les sous-familles : Aelurillinae, Agoriinae, Amycinae, Ballinae, Dendryphantinae, Euophryinae, Hasariinae, Heliophaninae, Hisponinae, Lyssomaninae, Marpissinae, Myrmarachninae, Pelleninae, Plexippinae, Salticinae, Spartaeinae, Synagelinae et Synemosyninae. Mais en 2015, Maddison revoit la division des sous-familles en Onomastinae, Asemoneinae, Lyssomaninae, Spartaeinae, Eupoinae, Hisponinae et Salticinae.

## Dans la culture
Lucas l'araignée est une web-série ayant pour personnage principal une Salticidae.

## Publication originale
- Blackwall, 1841 : « The difference in the number of eyes with which spiders are provided proposed as the basis of their distribution into tribes; with descriptions of newly discovered species and the characters of a new family and three new genera of spiders. » Transactions of the Linnean Society of London, vol. 18, p. 601-670 (texte intégral).